# SKET DANCEの登場人物
SKET DANCEの登場人物（スケット ダンスのとうじょうじんぶつ）では、篠原健太の漫画作品『SKET DANCE』の登場人物について記述する。
担当声優はドラマCD版 / テレビアニメ版の順。1人しか記載されていない場合はテレビアニメ版のキャストである。なお、登場人物の生年について、テレビアニメ版では2年遅れている。

## スケット団
生徒が抱える学園生活上の悩みやトラブルを解決し、円滑な学園生活が送れるよう手助けすることを目的として結成された部活動であり、部長のボッスン、副部長のヒメコ、書記のスイッチの3人から成る。正式名称は「学園生活支援部」で、愛称の"SKET"は、"Support（支援）" "Kindness（親切）" "Encouragement（激励）" "Troubleshoot（問題解決）"の頭文字から来ている。
持ち込まれる依頼は、落とし物捜索や部活の助っ人、裏庭の清掃といった些細な物から恋愛相談、事件の捜査まで多岐に渡っており、行動力に長けたリーダーのボッスン、武闘派のヒメコ、情報通のスイッチのそれぞれが己の特技を活かして解決にあたっているが、依頼がなく、メンバー一同で折り紙やくだらないゲームに興じるなど、暇を持て余して無益な時間を過ごしていることが多い。
The Sketchbook（ザ・スケッチブック）
カイメイ･ロック･フェスティバルに出場するために結成したバンド。バンド名はボッスンが参加していた「SKETBOMBERS」、スイッチが参加していた「ch-ch」、ヒメコが参加していた「YABASAWABOOKS」から。ロックフェスではthe pillowsの「Funny Bunny」を演奏し、ベストソング賞を受賞した。
ボッスン / 藤崎 佑助（ふじさき ゆうすけ）
声 - 吉野裕行 / 同左
本作品の主人公。スケット団部長。1-B→2-C→3-C所属。1992年（アニメでは1994年）11月11日生まれ。身長171センチメートル、体重57キログラム、AB型。好きなもの：唐揚げ、みかんゼリー、ハンバーグ、ロボット。嫌いなもの：ゴーストとファントム。一人称は「俺」。
大きなつり目とクセ毛が特徴。トレードマークであるツノ付きの赤い帽子の上からゴーグルを掛けており、これを装着することによって人並み外れた集中力を発揮する（「集中モード」と呼ばれる）。その集中力で驚異的な推理力を発揮したり、スリングショットで狙いを定めたところに強力な弾を打ち込んだりするなど、様々な能力を発揮させ、事件や依頼の解決に活躍している。しかしながら集中力を発揮すると息をするのも忘れてしまい、その反動で激しく咳き込んでしまうため身体への負担が大きい。渾名の由来は、部活発足前に三人であだ名を決め合った際に「ボスだからボッスン」とヒメコに命名されそのまま定着してしまったため。
学園での服装は袖を捲り上げたワイシャツ（そこから下に着ているシャツの袖を出すことが多い）に黒い半ズボンで、履き物はサンダルを着用している。ただし卒業式などの学校行事の際には普通の制服を着ている。私服はパーカーを着ることが多い。
基本的にはお調子者で不真面目な態度を取ることが多いが、その実は困っている人は放っておけず、仲間がバカにされることを決して許さない優しい性格。依頼人が前向きになれるようルールや価値観に囚われず全力を尽くすことから、彼をよく知る者からの信頼は大きい。一方で全くと言って良いほどデリカシーが無く、度々ヒメコの感情を刺激しシメられている。また、肝が小さく極度のあがり症で緊張が極限に達した時には唇が突き出し目をパチクリさせる奇妙な表情になり、まともに言葉を発することができなくなってしまう。周囲に構ってもらえなくなり置いてけぼりを喰らうと途端に卑屈になり、落ち込んでふて腐れてしまう（「卑屈モード」と呼ばれる）。泣いたり、驚く時は鼻水を垂らしていることが多い。単行本の登場人物紹介では、必ずボッスンの絵だけ変顔（お面を被った顔やモノマネの時の顔）になっている。口喧嘩はさほど強い方ではなく、ヒメコや椿と子供じみたからかいから罵り合いに発展した時も、ボキャブラリーが少ないせいで最後には「バーカバーカ」と貧相な悪口を泣きながら言うことしかできなくなる。
特技は上述のように集中力やパチンコ、そのほかに手先が器用で絵や折り紙が得意なこと、モノマネや形態模写が得意（例えドラえもんや板東英二の顔でも輪郭まで似せている相手に酷似することができる）なことが挙げられる。後に折り紙やプラモデル、挙句の果てに美少女フィギュアの塗装・製作にも手を出しており、その器用さから短期間で熟練の域に達しマニア達を唸らせるほど。また、興味本位で手品を練習し賞賛されたことからポケット団のシルクに師事し、彼女から「ミルク」の芸名を拝命している。そのためシルクのことを「師匠」と呼ぶようになった。いずれも少年漫画の主人公としては特徴に欠け、またヒメコやスイッチと比べてもキャラクターが薄いため、周囲から度々人気の無い「地味な主人公」扱いを受けており本人もそのことを気にしている。同誌連載中漫画『銀魂』とのコラボでも地味なところを気にしているキャラクター設定をネタとし、『銀魂』側コラボ回では同作品主人公・坂田銀時と「派手なキャラクターになりたい」という願望を賭けて争いを繰り広げた。発想や趣味は子どもっぽいものが多く、話題を求められた際や卑屈になった際など事あるごとに「ウンコ」と口にしたり、ヒーロー番組に出てくる大型ロボットや変形物をこよなく愛していたりする。
学業面では、暗記が得意なため勉強自体は嫌いでも一夜漬けでそれなりの成績を収めてきたが、数学だけは苦手で毎回赤点を取っている。しかし2学期の期末試験ではスケット団3人の合同勉強会でヒメコ母の強烈な監視下に置かれた結果、ゴーグル未装着でもかつてない集中力を発揮して数学では満点を取得し、学年で総合1位となる好成績を収めた。
生徒会に対しては何かとライバル意識を燃やしているが、椿とは直情的で仲間思いな点など似ている点も多く、要所要所で全く同じ行動を取るなど意識下ではとても息が合っている。また、ガチンコ・ビバゲー・バトルのカード対決で安形に敗北して以降は彼への対抗心も少なからず芽生えたようであり、安形の生徒会引退を祝して仕掛けたクイズ対決では彼に一泡吹かせることに成功した。
実の両親である桐島亮輔と波瑠は彼が生まれた日に亡くなっており、両親の親友であった藤崎茜に引き取られ義妹の瑠海と共に現在まで3人家族に育つ。15歳の誕生日に自身の出生の秘密と「人を助けられる人間になれ」という亮輔の遺志を知り、スケット団の設立を決意する。17歳の誕生日に自分の元を訪れた椿医師の告白により、椿が双子の弟であることを知る。「佑助」という名前は、椿（「佐介」）と協力して「右」と「左」2人で人を助けられるような人間になってほしいという両親の願いからである（「佑」も助けるという意味の漢字である）。身内であることが発覚して以降は、以前のような椿との激しい対立関係はいくらか収まりつつある。椿を自分から自宅に食事に招いたり、素直に彼からの依頼に応じたりと徐々にではあるがその距離を縮めているようである。後に椿が浅雛のことで悩んで相談を持ちかけられた際にも相談に乗り、彼と同じ答えを出してその背中を後押しした。兄弟だと発覚した後でも今まで通り「椿」と呼んでいるが、一度だけ思わず「佐介」と呼んだことがある。279話でお互いに名前で呼ぶことになってからは「サスケ」と読んでいる。また、中馬の薬で心身ともに子供になった椿を非常に可愛がり、「お兄ちゃん」と呼ばせたりキリと張り合いになったこともある。
恋愛には疎く、スイッチからは「大人な面を持っているが、幼い」と評されている通りヒメコやサーヤの微妙な好意にも関心が薄いようだが、ヒメコがキリと一緒にいるの見て嫉妬する一面がある。ヒメコのことは無意識ではあるが大切に思っており、彼女がピンチになった時は取り乱す一面を見せている。前述のように仲間をバカにする者を許さず、ヒメコとキリを侮辱した轡やヒメコを誘拐し傷つけたツネに手を出したことがある。
卒業後はヒメコと同じく櫻木大学に進学予定だったが、自転車の旅の撮影のときに出会ったライアンに憧れ、彼と共にボランティア活動をしながら世界を回ることを決意し、卒業後に日本を発った。それからしばらく時間が経過した某国にて、道で泣いている子供たちに彼が手を差し伸べる場面で物語は終了している。
「ウィッチウォッチ」では日本に戻って便利屋を行っている、という設定になっており、ヒメコ、スイッチと現在も親交が続いている。
名字の由来は、作者が尊敬する藤子・F・不二雄の「藤」と宮崎駿の「崎」から。名前は、ミュージシャンのチバユウスケから借りている。「ボッスン」というニックネームは、「ボス」という単語の響きを間抜けにしたもので、イントネーションは「ぐっさん」と同じである。
ヒメコ / 鬼塚 一愛（おにづか ひめ）
声 - 白石涼子 / 同左
本作品のヒロイン。スケット団副部長であり唯一の武闘派。1-B→2-C→3-C所属。7月7日生まれ。身長162センチメートル、B型。好きなもの：ペロリポップキャンディ、フィールドホッケー。嫌いなもの：お化け。あおば女子中学出身。一人称は「あたし」。
鮮やかな金髪に染め、軽くカールさせたミディアムヘアと色白の肌、口に咥えたペロペロキャンディ（「ペロリポップ☆キャンディ」）が特徴の少女。中学2年まで大阪に住んでいたため関西弁を話す（担当声優の白石も関西（奈良県）出身）。ボッスンからもらった黒いチョーカーを身につけている。「サイクロン」（先代）、「薫風丸」と命名したフィールドホッケーのスティックを武器とし、不良に対して制裁を加えるスケット団切っての武闘派である。また、テレビ番組のツッコミ対決で本物の芸人を破るほどのツッコミの達人であり、ボッスンやスイッチのボケに対してヒメコがすかさずツッコミを入れるのがスケット団の日常の風景となっている。
学園での服装は制服の襟についているボタンを外しており、黒いハイヒールを履いている（アニメ版ではピンクのスニーカーを履いている時もある）。
性格は快活で単純かつ不器用。クイズや推理など複雑な思考を要することや、絵や折り紙など細々とした作業やデザインセンスを求められる作業は苦手としている。また、血の気が多くキレるとすぐに手を出す暴力的な面が目立ち、その戦闘能力の高さも相まって作中で多くの人物から恐れられている。何か失敗したりテンパったりすると、「うるさぁい!」と声を上げながら周りの者を殴打したり上目遣いで半笑いの口から舌を突き出す、妙な顔になったりする。2-Cミス&ミスターNo.1コンテストでは、満場一致で「ミス強い人No.1」に選出された。一方で、料理が得意であったり、子供になったボッスンを甲斐甲斐しく世話したりする家庭的な面や、デリカシーの無いボッスンの発言に傷ついたり喜んだりするなど、繊細な面も見受けられる。
好物「ペロリポップ☆キャンディ（ペロキャン）」は幼いころから愛食しており、好きな味は「たこわさび味」と「カキフライ味」、特技は全47種類のラインナップを30秒以内に復唱することである。常人にとっては嘔吐してしまうほど不味いペロ☆キャンを1日に何本でも食べられるほどで、その愛から一般公募されたペロ☆キャンのキャンペーンガールに就任し、CM出演も果たしている。
学業面では非常に成績が悪く、全ての科目で赤点を取っている模様。2学期の期末試験には、スイッチに勉強を教えるよう泣いて縋るほどであった。
中学2年のとき、父の仕事の都合で大阪から東京に引っ越してきた。中学時代は「鬼姫」と呼ばれ、恐怖と暴力の象徴として悪名高い伝説のヤンキーであった。これは、虐められていた親友のありさを助けようとして逆に裏切られたことをきっかけとして心が荒み、喧嘩に明け暮れる日々を送るようになったためである（自分から喧嘩を売ったことは一度も無く、彼女に喧嘩を売る者たちを返り討ちにしている）。「鬼姫」であることに嫌気が差し、高校は自宅から離れた開盟を選んでいる。「鬼姫」を辞めるために周囲に馴染もうとせず誰とも馴れ合わないようにしていたが、自分を気に掛けるキャプテンやボッスンと知り合い交流を深める中で、再び友人を信頼できるようになった。その後ボッスンに請われる形でスケット団に加入し、現在に至る。スケット団開始前はボッスンのことを「藤崎」と呼んでいた。渾名の由来は、三人の間で渾名を決め合うとのことでボッスンが命名した「オニコ」をヒメコ本人が訂正し「ヒメコ」となったため。
そのボッスンに対しては普段は悪態をついているものの、内心ではとても信頼している。また、時が経つにつれてボッスンのデリカシーの無い言動に一喜一憂したり、ボッスンに好意を寄せるサーヤに対し複雑な表情を見せたりと異性として意識をしているような描写も少なからず見られる。空き缶で滑って転倒しボッスンに「パンツ丸見えだったぞ」と言われた時には好きな人にパンツを見られた恥ずかしさから顔を真っ赤にして「死にさらせー！」と叫びながらボッスンを思い切り殴っている。これに対し、作中でスイッチは「彼女がボッスンを慕う感情は単純な恋愛感情ではなく、自分を救ってくれたことへの恩義を根底とした極めて複雑なものであろう」と分析している。
3年に進級してからは進路について悩んでいたが、紆余曲折の末国語教師になることを決意、猛勉強の末櫻木大学に合格する。ボッスンが外国に旅立つ際は想いを伝えたが、ヒメコの「好きや」という言葉を誤解したボッスンにあっさりスルーされた。
「ウィッチウォッチ」では高校教師になっており、ボッスンとの交際を示唆する描写があるものの未婚である模様。
作者曰く「不良といえばタバコだが、少年漫画でタバコを咥えているのはまずい」ということから、見た目がタバコに見える棒つきのキャンディを咥えているという設定になった。
スイッチ / 笛吹 和義（うすい かずよし）
声 - 杉田智和 / 同左（子供時代 - 金田アキ）
本作品の準主人公。スケット団書記。1-E→2-C→3-C所属。2月28日生まれ。身長173センチメートル、体重55キログラム、AB型、好きなもの：科学、現代ポップカルチャー全般。嫌いなもの：炭酸飲料、オカルト。両利き。好きな十刃はアーロニーロ・アルルエリ。アニメ版では好きな仮面の軍勢は六車拳西となっている。一人称は基本的に「俺」だが、稀に「僕」。両利き。
常に肩からノートパソコンを提げており、弟の正文が遺した音声合成ソフトを通してしか会話をしない個性的な男子（アニメ版ではキャストの杉田の声を加工することで合成音声であることを演出している）。スケット団きっての情報通で、特に学園内の生徒に関する情報は恋愛遍歴からブログの開設状況までほぼ網羅しており、これらを元に依頼の解決に貢献している（この際「さすがスイッチのコーナー☆」と称し、知識を惜しみなくひけらかす）。黒い短髪にメガネを掛けたイケメンで、制服の上から緑色のベストを着ていることが多い。
性格は基本的には冷静沈着。無表情でボッスンやヒメコが大慌てするような状況にも大抵一人だけ動じず、涼しい顔をしている（作中では笑顔を見せず、僅かに微笑むだけ）。またかなりのボケたがりで、周囲のボケに自分のボケを計算して被せて笑いを取ってきたり、他人のボケが続き自分の存在が霞んでしまいそうな時には身体を張って突っ込んできたりしている。Sの気があり、声優デビューのために指導を求めてきたモモカをイビったり、ガチンコ・ビバゲー・バトルでは同様にドSであるデージーを毒舌でなじり返したりして楽しんでいる。
重度のアニメ・ゲームオタクで、日頃からオタク友達の小田倉達と共にフィギュアの交換やアキバ散策に興じている。また、アニメ声優デビューすることになったモモカに対しては、アニメファンの先達としてその幅白い知識を享受し、指導をつけている。彼女のデビュー後は、1ファンとして本人とのコネを使わずに毎回イベントに出席し、陰ながら応援を続けている。ゲームに関しては「クソゲー」の類を特に愛しており、山野辺先生が持ち込んでくるものに対しても一人関心が高く、飲み込みが早い。また、アニメやゲーム関連以外にもコンピュータ技術や種々の雑学など幅広い分野に精通している。周囲からは博識のイケメンと評判で、2-Cミス&ミスターNo.1コンテストでは「ミスターオタクNo.1」と「ミスター人気者」の2冠を達成している。
メールやオンラインでは、アスキーアートや顔文字を多用するハイテンションでウザいキャラクターに変貌する。特にオンライン上では「ポルンガ」というハンドルネームを用い、モモカのブログにコメントを残したり、ビバゲーシティ内の各種ゲームで高得点を出し「神」と崇められていたりと精力的に活動している。
科学的法則に裏打ちされた事象しか信じないリアリストな一面があり、オカルトや非科学的事象を信望している結城さんとは犬猿の仲である。顔を合わせるたびに口論に発展しているが、お互いに別の道を行く良きライバルといった関係で傍から見れば仲が良いようにしか見えない。その科学的知識から発明品の開発を趣味としており、ラーメン冷まし器「FU-☆FU-☆風香ちゃん」やマンドリル型ランドセル「マンドセル」、肉襦袢型パワードスーツ、動物語翻訳機「ブラビエラ」など役に立たない珍発明ばかりを繰り返し、しばしばボッスンをトラブルに巻き込んでいる。特に、「ブラビエラ」は結果的に自分自身を含むスケット団3人全員が被害者になっている（ただし「マンドセル」、「スコーピオン」、「元気出してバズーカ」の組み合わせで子供の命を救っており、全く役に立っていないとは言えない）。
学業面では優秀な成績を収めており（本人曰く「テスト前に慌てるような勉強はしていない」とのこと）、毎回八木ちゃんやクラちゃんらと総合順位を競っているようであり、安形に自分も東大に行くと発言している。逆に運動は苦手で、特にキャッチボールはノーコンである。
1歳年下の弟・正文がいたが、自分より優秀な上に想いを寄せていた幼馴染の沙羽にもよく構われる正文に対して嫉妬心を抱くようになっていた。その鬱屈から沙羽の友人である雪乃に「弟と沙羽が付き合っている」と嘘を告げてしまい、失恋した逆恨みから沙羽を恨んでいた雪乃に「沙羽の大事な人を奪う」として正文を殺害されてしまう。そのため、自分がついたくだらない嘘のせいで弟が殺されたと考え、自分の声で喋るのをやめてしまった（作中でパソコンが壊れた際には、言葉を発さずスケッチブックを使用した筆談で会話を行なっているが、着ぐるみに入るといった元からパソコンが使えない状況では会話不能となる）。同時に当時長髪の裸眼だった容貌も、弟が生きた証を少しでも残したいという想いから短髪に伊達メガネという弟を模したものへと変えている。その姿でしばらくの間は学校に通っていたが、6月ごろから引きこもりになり、ネットであらゆる知識を吸収しつつ開盟の情報を集めていた。そんな中、たまたま見つけた裏サイトを利用し、不良たちを晒し者にして粛清する「デスファイト」を行うようになる。一方で、その調査をしていたボッスンからSNS上で接触を受け、助言のふりをして自分に辿り着かないよう誤誘導するが、ボッスンの調査により気づかれ説得されるも一度は拒絶する。しかし利用されていたことを知った不良たちの襲撃から彼とヒメコに庇われ、同時に情報収集力と知識を買われてスケット団の3人目のメンバーとして勧誘を受ける。が、正文の一件を未だに後悔していることから再度拒絶し、直後自室の窓ガラスを破って進入して来たボッスンたちと初めて対面し、殴り合いを経て和解。一連の騒動を謝罪した後、再び通学するようになり、スケット団に加わった。その過去からか武光兄弟の喧嘩の時やフミから引き篭もりになった同級生・森野について相談を持ちかけられた際には積極的に関わっている。
つまらない嫉妬のために弟を失ってしまった後悔から、引っ越していく沙羽に対して最初で最後の告白をした後に「二度と恋をしない」と決意している。そのため、バレンタインデーにモモカから想いを伝えられた際も、すげなく断ってしまう。弟が亡くなる前に一度だけボッスンと廊下ですれ違っている。アニメ版では引き篭もるようになってから自室で正文が遺した音声合成ソフトに、自身の声のサンプリングを合わせて会話が出来るようプログラムを改良するシーンが追加描写されている。家庭環境に関しては過去で描写されているが、現在どのようになっているのかは不明。
3年次の最後の文化祭を通して過去に折り合いをつけ、ボッスンとヒメコに「キミたちを誇りに思う」と自分の声で直接伝え、泣きながら抱擁を交わした。卒業式ではボッスンから答辞を任され、開盟で出会った友人たちへの感謝の気持ちを伝えた、その後エピローグではモモカからの想いも素直に受け入れた様子がうかがえる。
「ウィッチウォッチ」では仕事が忙しいらしく、ボッスンの事務所にお祝いを持ってきたのが久々の再会となった。
テレビアニメ版では、流血などの問題のあるシーンで「見せられないよ！」という声とともに彼の顔が被さって自主規制が行われたり、よく分からない事柄に対して「説明しよう！」と解説を始めたりするなど、製作スタッフ繋がりの演出に彼のキャラクターが使用されることが多い。
ニックネームの由来は、雑誌『SWITCH』を目にした作者の閃きから。頭の中にあった単語のイメージとピッタリであったようで、苗字についてもそこから「スイッチ」→「うすいっち」→「笛吹」と至った。また、名前はミュージシャンの斉藤和義から取られている。
中馬 鉄治（ちゅうま てつじ）
声 - 中田隼人 / 中田譲治（中学生時 - 桐井大介）
スケット団顧問、1-E→2-C→3-C担任の化学教師。33歳。10月23日生まれ。身長175cm、体重68kg、B型。好きなもの：新薬開発。嫌いなもの：HR、授業、職員会議。
白衣にパイプ煙草という出で立ちで、生徒からは「チュウさん」と呼ばれている。前妻とは死別し、一人娘のスズと二人で暮らしている。
実験室に籠り、爆薬や怪しい薬品作りに明け暮れている危険人物かつマッド・サイエンティストの一面を持つ。「若返り薬」「髪の毛が生える薬」「透明になる薬」「中身が入れ替わる薬」「表情の筋肉がダルンダルンになる薬」「性格が真逆になる薬」など彼の開発した妙な薬品によって、スケット団の面々は度々トラブルに巻き込まれている（「若返りの薬」ではボッスンやヒメコだけでなくモモカ、アニメ版では浅雛や丹生も被害に遭っている）。また惰性の塊のような人物で、「顧問辞めるよ」を殺し文句に面倒事は全てスケット団に押しつけたり、自分の開発した爆薬や危険な薬品を周囲に放置したりすることから、スケット団を含む生徒から「何やってんだアンタ」「教師辞めればいいのに」などと煙たがられることも多い。一方で教師としての自信を失っていたレミを励ましたり、盗撮されていたレミを救う、加藤を説得しようとする椿を行かせボッスンに付いて行かせるなど、いざという時には頼れる大人として年の功を見せる面も持ち合わせている。
強制惚れ薬の一件の後、レミの真意を知り、密かに想いを寄せていた彼女にプロポーズする。プロポーズ自体は断られたものの、その後結婚を前提に交際を始めることになり、後にもう一度プロポーズし了承の返事を貰う。その後美空家に結婚の挨拶をするために来訪するが些細な誤解が積み重なった上に自分の発明した薬を飲んでしまい、台無しになりかけたが、スズの活躍により結婚を許された。レミによるとまだ一度も名前を呼んだことがないらしい。その後レミと入籍するが、2度目の結婚ということで挙式は挙げずにいたが、3Cの生徒たちの手作りの結婚式で挙式を挙げる。式中は不機嫌な状態だったが、最後には泣きながら生徒たちに感謝を述べた。また当初は研究者を目指していたらしいが、いつの間にか教師になっていたとのこと。
スケット団結成前は若きマッド・サイエンティストとしてスイッチがいたE組の担任をしており、正文の事件後スイッチに無理に学校へ来る必要はないという言葉をかけ、彼が家に引きこもってからもそのままにしていた。その年の秋ごろ、デスファイトを調査している途中バーチャランド上でスイッチから「弟を死なせた」という言葉を受け、彼のことを聞きに来たボッスンとヒメコに事情を話す。スイッチが学校へ復帰した時、ボッスンたちからスケット団の顧問になってほしいと頼まれ、面倒臭いと一度は拒絶するが、スイッチからボッスンとヒメコの力になりたいとの訴えを聞き、「部室で喫煙できる」･「部室に寝転がれる畳がある」を条件に承諾した。
ボッスンたちが卒業した数年後にレミとの間に子供を授かっている。
ホウスケ
声 - 矢部雅史
スケット団のペットのフクロウ。品種はアフリカオオコノハズク。3月3日生まれ。身長30cm、体重850g。好きなもの：ソーセージ。嫌いなもの：カラス。
元は公園で捨てられ羽を怪我していたところをサーヤに保護され、以後一時的にスケット団のもとで面倒を見られるようになる。フクロウが持つ獰猛さは微塵も感じられず、非常に人懐っこく従順な性格。鳴き声は「クルックー」。怪我の回復後、ボッスンらの手によって一度は野生に返されるが、すぐに戻ってきてしまい、結局そのまま部室に居つくこととなる。スイッチの『魔法のペテン師 リアリティ☆マジ』の限定版シニカルステッキを止まり木にしている。
鳥類としてはとても頭がよく、ボッスンらの指令のもと落とし物をすぐに捜索して来たり、エサのソーセージを使って「ホカノモノタベタイ」と自己主張したりすることがある。
授業中や休日の時はどこで何をしているのかは不明。修学旅行の時はボッスンの家、冬休みの間は哲平の家にいた。
テレビアニメ版では本編とは関わらない場面で人語を話すことがある。

## 生徒会執行部
学園の秩序の維持や学園内のトラブルの調停にあたっている生徒の代表組織で、会長、副会長、書記、会計、庶務の5名からなる。スケット団とは依頼を巡ったり、学園の優等生と問題児といった関係。またボッスンと椿の個人的な張り合いから、対立することも多いが、実際は互いに良き喧嘩相手となっている。
ガチンコ・ビバゲー・バトルでは決勝にてスケット団と対決し、3勝2敗で勝利し優勝を果たした。カイメイ・ロック・フェスティバルでは「ザ・生徒会バンド」というバンド名で参加し、準優勝を得た。スケット団に垂れ幕を書いたり、引退する安形にはなむけの言葉を送る演出の考えを依頼したことがある。作中初冬に代替わりがあり、3年の安形とミチルが引退し、新たに1年のウサミとキリが加入した。
安形 惣司郎（あがた そうじろう）
声 - 関智一 / 同左
生徒会庶務（高校1年〜高校2年の12月）→生徒会長（高校2年の12月 - 高校3年の12月）。
3-A→卒業。
誕生日12月5日
身長181cm
体重66kg
血液型O型
好きなもの：昼寝、将棋。
嫌いなもの：勉強、仕事。一人称は「俺」。
「かっかっかっ」という笑い方が特徴の長身の男。
基本的にはちゃらんぽらんな性格で生徒会会議中に居眠りをしたり、気分で物を言っては後悔したりと、生徒会長らしからぬ自由気ままな行動を見せることが多い。
さらに、会長としての実務はほぼ椿に任せっきりにしており、周囲からは「置き物生徒会長」と呼ばれている。しかしながら、身内の失態に対して素直に頭を下げる度量の広さや、規則に縛られず生徒のために融通を利かせる寛大さを有しておりその器の大きい性格から実際のところ学園での人望は厚い。
安形が入学したころの開盟学園は現在とは対照的に校則の厳しい学校であったが、彼はこれに反発して1年生から生徒会に入部し現在のような自由な校風へと変貌させておりそれも彼の人気に繋がっている。反面、生徒会長に就任後は生来のちゃらんぽらんな性格から意味不明な部の設立申請を安易に認可し続けたため、椿たちが部活動の整理に奔走している。ドラマCDでは好きな犬はパグ。
IQ160の天才であり、開盟をトップの成績で合格しボッスンとのガチンゴ・ビバゲー・バトル第5戦カードゲーム対決や、クイズ研究会とのクイズ対決では、その知能を遺憾なく発揮し、生徒会を勝利に導いた。ボッスンのことを認めており、ガチンゴ・ビバゲー・バトルで対決した際には全力を出させるために「負けた方が辞める」という賭けを持ちだすなどしてやる気を出させている。
妹のサーヤのことを溺愛しており、彼女に関することとなると完全に冷静さを失い自慢の知能も働かずボケと勘違いを連発してしまう。特に色恋の話になるとその暴走は顕著で、サーヤがボッスンへの好意を仄めかした折には、勘違いの積み重ねの結果、彼女が椿に好意を寄せていると思い込み勝手に泥沼にはまってしまった。その結果、模試の成績が大幅に下がるなど、大学受験に悪影響が出るようになり、遂には入学試験を放棄した挙句東都大学の前期試験に失敗。その後、サーヤの必死の説得もあって誤解が解けて正気に戻り、直後に受けた後期試験では見事満点で首席合格する。卒業式では卒業生代表として答辞を読んだ。
3年時の12月任期満了に伴い、生徒会長の座を椿に譲り生徒会執行部を引退。卒業後は東都大学に進学する。
椿 佐介（つばき さすけ）
声 - 櫻井孝宏 / 下野紘
生徒会副会長（〜高校2年の12月）→生徒会会長（高校2年の12月 - 高校3年の12月）。
2-F→3-C所属。
誕生日11月11日
身長170cm
体重56kg
靴のサイズ26cm
血液型AB型
利き手左
好きなもの：図鑑、Tシャツ作り
嫌いなもの：秩序を乱すもの
一人称は「僕」。
短髪の癖毛に長い下睫毛が特徴。正義感と責任感が人一倍強く何事にも全力で真摯に取り組み、曲がったことを許さない性格。
「より良い学園作り」をモットーに生徒会の職務に全情熱を傾けて当たっており、教師以上に校則に厳しく、校則を破り学園の秩序を乱すものに対しては「愚か者！」と啖呵を切り厳罰は容赦せず、自分が罪を犯した場合は自ら処罰を受ける。
融通が利かず生真面目な部分が強調されており、ヒメコやスイッチの過去を持ちだしてスケット団を「問題児たちの集まり」と言い切り見下す発言をした上に廃部にしようとしていた。
沈着そうな外見とは裏腹に短気で手の出やすい性格をしており、秩序を乱す校則違反者や仲間や生徒を傷つける不良に対して自身の鉄拳を食らわせることもある。
空手と柔道の有段者であり、その他にもボクシングや剣道など複数の格闘技をかじっているため、格闘能力は極めて高く、「ツバキエクスプロージョン」と命名したオリジナルの必殺技（左フック）を持っている。これらの性格から、作者から『SKET DANCE』の中で一番少年漫画らしいキャラと評されている。
スケット団、特に性格や価値観が正反対のボッスンに対しては何かとライバル意識を燃やし、個人的な対抗心から生徒会としてのますらお幼稚園での演劇への出演やガチンコ・ビバゲー・バトルへの参加を決定するなど、普段と一転して独断的な行動で周囲を巻き込むことがある。しかしながらそのボッスンとは似ている点も多く、要所要所で全く同じ行動を取るなど意識下ではとても息が合っている。また、生徒会の入部やボッスンたちの出会いによって「仲間の大切さ」を知り、その思いが人に頼らなかったデージーや轡に復讐しようとするキリの心を動かすキッカケとなる。
実はそれぞれ異なる養父母の元で育てられたボッスンの双子の弟であり、本当の両親である桐島亮輔と波瑠は自身の誕生日に不慮の事故で亡くなっている。その後ハルの遺志もあり、出産に立ち会った「つばき医院」の椿医師に引き取られ自身の出生の秘密を知る17歳の誕生日まですくすくと育つ。
椿本人は2年前、血液型の違いにより両親とは血の繋がりがないことに気づいていたが、「血の繋がりがなくても、自分は父さんと母さんの子供だ」と両親を誇りに思い事実を受け入れている。
また、ボッスンとは15歳の誕生日に一度対面しており、不良に絡まれていたところを助けられているが、眼鏡を外されていたためその正体は認識していない。
当時は今とは違って内向的な性格をしていたが、これらの出来事を機に「悪に立ち向かう強靭な心」を手に入れたいと願うようになり、長かった髪を切り眼鏡をコンタクトレンズに変えるなどイメージチェンジと性格矯正を計り、現在に至る（当時の髪型はボッスンに似ている）。ボッスンとは二卵性双生児であるが、アホな顔をするとボッスンにそっくりである。「佐介」という名前は、ボッスン（「佑助」）と協力して「右」と「左」2人で人を助けられるような人間になってほしいという両親の願いからである（「佐」も「介」も助けるという意味の漢字である）。好きな食べ物はボッスンと同じ。兄弟であることが明らかになってからは、上記のボッスンとの行動の一致に加え、全く同じ珍行動をとって周囲から突っ込まれることが多くなった。
特技は前述のように格闘技全般、趣味はオリジナルTシャツ作りだが、デザインセンスが全般的に欠落しているため、周囲はその反応に困っている。制作に付き合ったボッスンからは「性格が真面目すぎてデザインを考えることに向いていない」と評されている。また、子供のころから読書や囲碁などをやっていたため、ゲームやロボットに関しては疎い。
「頑固であるが根が単純」であるとされており、冬休み中にボッスンがアクションゲーム「モンスターファンタジー」のやり過ぎで廃人になった際にルミの頼みで説得しようとしたが、ゲームを今までやったことが無かったために一気にハマってしまい、一晩でゲーム廃人になってしまった。その後おもちゃ屋に行きお年玉で「モンファン」を買おうとしている。キリによると本人はしっかりしていると主張しているが、ボンヤリとして騙されやすいらしいとのこと。
兄弟であることが発覚して以降、同じ血を受け継ぎながらも無類の器用さや美術的センスといった自分に無い特技を持っているボッスンに対して微妙なコンプレックスを感じている節があり、雪合戦での一対一勝負でボッスンに偶然とはいえ勝利した時には、興奮して半泣きになるほど喜んでいた。
ボッスンのことを「貴様」呼ばわりすることが多かったが、兄弟関係が明らかになった以降は「キミ」と呼ぶことが多くなっている。
「藤崎」と苗字で呼んでいたが、279話でお互い名前で呼ぶことになった後は「ユウスケ」と呼んでいる。
女性に対して免疫がないらしく、ミモリンのドレス姿を想像したり、バニーに色仕掛けされた時は赤面したり、あたふたしていた。
ウサミの男嫌いを治すために、女装した際には「森ガール」のようなファッションが抜群にはまってしまい、一時的ではあるが彼女の二重人格を克服させるほどであった。しかしながら、椿自身は女装時はあまりの状況の変化に適応することができず、「かわいー」「おいしー」しか発言できなくなってしまう。
2年時の12月安形の引退に伴い、生徒会長の座を譲り受けて新生徒会長に就任した。就任後は女性陣にからかわれることが多い。卒業式では在校生代表として送辞を読んだ。3年生に進級してからはボッスンたちと同じクラスになった。度々兄弟喧嘩になり、周囲の笑いを誘っている。
ミモリン / 丹生 美森（うにゅう みもり）
声 - 榎本温子 / 高本めぐみ
生徒会会計（〜高校2年の12月）→生徒会副会長（高校2年の12月〜高校3年の12月）。2-F→3-C所属。5月20日生まれ。身長154センチメートル、体重49キログラム、B型。バストサイズ・89のGカップ。好きなもの：リードヴォーのエスカロップ モリーユ茸のソースを添えて。嫌いなもの：ブーダン・ノワール。一人称は「私」。
「丹生グループ」という大財閥の令嬢で、基本的にはお嬢様然とした丁寧でおっとりとした性格だが、世間知らずで感覚や言動が常人よりズレているところがある。特に、金銭感覚のズレは尋常ではなく、演劇部の出し物にワイヤーアクションを導入したり、学内の女子トイレを勝手に豪華絢爛仕様に改装するなど、個人的な資産を際限なく生徒会費につぎ込む。
ガチンコ・ビバゲー・バトルにおける模擬恋愛対決では、告白の折、相手役の男性に1千万円の小切手（1千万5千円）を切って渡し、周囲を驚かせた。本人曰く、「丹生グループ」の総資産は5京円らしい。これらの行動に悪気は全くなく、素でどんな問題もお金で解決できると思っている。暴力は野蛮と思っており、腕力に任せて問題を解決しようとする椿を度々たしなめている。ドラマCDでは好きな犬はチワワ。
2年時の12月、安形と榛葉の引退に伴い、生徒会新副会長に就任した。
デージー / 浅雛 菊乃（あさひな きくの）
声 - 遠藤綾 / 小林ゆう
生徒会書記。2-G→3-C所属。11月7日生まれ。身長163センチメートル、体重47キログラム、O型。好きなもの：Marronnier Maniaのぬいぐるみ。嫌いなもの：オタク。一人称は「私」。
見た目はポニーテールに眼鏡姿の知的な美少女だが、実際の性格は極めてクールかつサディスティック。言葉遣いは「うるさい」「死ね」「ドブ虫」など端的かつ極めて過激、また、アルファベットで単語を省略する「ギャル語」を愛用し、中でも「DOS（ドブで・溺れて・死ね）」の言葉は相手を罵る際に頻繁に口にしている。得意技は眼潰しで、怒った際や照れ隠しの際に乱発する。一方でかわいいものには目が無く、ぬいぐるみ収集が趣味といった一面も有しており、「モイモイ」や「ムンムン」といったぬいぐるみを日頃から可愛がっている。落ち込んだ時には、ぬいぐるみを抱き抱えるようにして気を紛らわす行動を取る。逆に「モイモイ」の腕が取れた上に修繕しようと置いていたら母親に誤って捨てられてしまい、大喧嘩した日には「自分でも引くぐらい機嫌が悪い」と評するほどになり、校内放送の収録中に安形と好き勝手働き、番組を台無しにさせるほどであった。
椿やミチルなどの生徒会男子に対しても平気で悪態をつく一方、会長である安形の命令には極めて忠実で絶対服従の態度を取っており、彼が卒業する際には人目もはばからず涙を流していた。彼女がそこまで安形に心酔することになった理由については、今のところ作中で語られていない。
女であるがゆえに非力と思われることに疑問を感じており、また、自分の非力が原因で周囲の人が余計な負担や苦しみを強いられることを嫌っている。そのため、人に頼ることを良しとしていなかったが、自身に絡んできた不良を叩きのめしてくれた椿に諭されて多少考えを改めたようである。スケット団のメンバーとは彼らが新しい部室が出来るまで生徒会室を仮部室にしていた期間の間に多少仲良くなった模様。
小説版の2巻では「Marronnier Mania」の専門ショップでバイトをしている。
安形と榛葉の引退後も引き続き書記に留まり、職務を続けている。
ミチル / 榛葉 道流（しんば みちる）
声 - 鳥海浩輔 / 野島健児
生徒会書記（高校1年〜高校2年の12月）→生徒会庶務（高校2年の12月〜高校3年の12月）。3-C→卒業。10月6日生まれ。身長178センチメートル、体重54キログラム、O型。好きなもの：料理。嫌いなもの：アサリの酒蒸し。一人称は「俺」。
ロン毛でナンパな容姿端麗の優男。安形とは中学時代からの同級生で彼の能力の高さを買っており、1年時から共に生徒会に入部している。自身の魅力に絶対の自信を持つナルシストであり、自分の美貌を多くの女生徒に披露して彼女らを喜ばせることを己の責務と考えている。当然、女生徒からの人気も高く、学内には「シンバルズ」というファンクラブが存在している。このように、女子にモテるのは日常茶飯事であるため、ロマンやミモリンが出す「乙女オーラ」に耐性がある。特技は料理で、お嬢様のミモリンに「うちのコック長並み」と言わしめたり、ガチンコ・ビバゲー・バトルでは審査員たちから満場一致の絶賛を得るなど、プロ級の腕前を有している。また他人の恋愛についても読み解くことができ、安形の異変からサーヤの恋に気づき、誤解を解こうと奮闘した（途中までは上手くいったが、安形がそれを上回る勘違いをしたせいで余計に悪化させてしまった）。その際にボッスンが閃いてスケット団のメンバーが迷いなく従う姿を見て「良いチームだ」と評している。一方でアルコールには極端に弱く、ウイスキーボンボンを一口食べたり、食用酒のにおいを嗅いだだけでも泥酔してしまう体質であり、この時には普段の紳士然とした態度は失われ、ただの酔っ払いと化す。
カイメイ・ロック・フェスティバルに「ザ・生徒会バンド」として出演した際には、ボーカルを務めた。
3年時の12月、任期満了に伴い、生徒会執行部を引退。卒業式の際には普段の余裕然とした態度とはうって変わって「寂しい」と泣きっぱなしになり、周囲を呆れさせていた。
開盟学園卒業後は、私立名教学院大学に進学した。ボッスンの過去編に彼によく似た不良が登場するが、別人である。
ウサミ / 宇佐見 羽仁（うさみ はに）
声 - 井口裕香
生徒会会計（高校1年の12月〜高校2年の12月）→生徒会副会長（高校2年の12月〜）。1-B→2年。11月25日生まれ。身長158センチメートル、体重48キログラム、AB型。好きなもの：人参。嫌いなもの：男（バニーの時は女）。
男性に対して邪険な態度を取ってしまう男嫌いな性格の女子。ウサギの耳のような形のリボンが特徴。4人姉妹の三女で、祖母・母・姉・姉・妹と家庭に男がいない状況で育ち（父親は家の隅に居て存在が薄い）、また保育園から中学校に至るまで一貫して女子校に通っていたため、男性に対する免疫が全くない。男性と直接言葉を交わすことさえ出来ず、本人はこれをコンプレックスに思っている。実は男性に体を触られると、「バニー」という対照的に男好きで女嫌いな性格に変貌する二重人格体質である（女性に触れられるとまた元に戻る）。バニーになった時は性格だけでなく体格も色っぽく変化する。
ウサミ自身はこのバニーの人格を嫌っていたが、3年生を送る会での劇の最中にトラブルが生じた際に、ボッスンの機転でバニーの人格に変身することでピンチを乗り越えることが出来、以後はバニーの人格と共存していくことを決意した。
彼女の男嫌いを直すためにボッスン、スイッチ、椿の3人が女装した際には、女装した椿のあまりの可愛らしさに体に触れてもバニーに変身せずに済み少しではあるが進歩が得られた様子である。
高校2年の12月に椿たちの引退に伴って生徒会副会長になるが、相変わらず男性と喋らないため、キリを激怒させてしまう。翌日キリがバニーの状態の彼女に説得したことで、ウサミの状態でも男性と話すことができるようになる。
キリ / 加藤 希里（かとう きり）
声 - 逢坂良太
生徒会庶務（高校1年の12月〜高校2年の12月）→生徒会会長（高校2年の12月〜）。1-D→2年。4月8日生まれ。身長180センチメートル、体重62キログラム、A型。好きなもの：忍者武芸伝。嫌いなもの：不明。森郷中学出身。
3本のヘアピンを着けた銀髪が特徴の男子。生意気な性格だが、仲間思いな一面がある。「ブッ潰す」が口癖。忍者の末裔であり、祖先は「飛び加藤」として有名な加藤段蔵であるらしい。幼いころから忍術の修行を受けており人並みはずれた身体能力を有しているが、周囲に正体がばれないよう普段は運動音痴を装って力をセーブしている。しかし、校内で活躍しているためクラスメイトたちからは認知されている模様。
過去に集団に絡まれていたところを一度鬼姫（ヒメコ）に助けられており、改心前はヒメコにだけ心を開いていた。
中学時代、いじめを受けていた友人の木原を救おうと当時の担任であった轡に事実を告発したところ木原もろとも疎まれ、クラスで孤立させられた経験がある。そのため、今度は自らの手で「教師の勝手にさせない、生徒だけが自由になる学校」を作ろうと、生徒会長の座を狙って生徒会に志願してきた。このような経緯から周囲の者を信用しておらず、当初は椿の指示を無視して単独行動に勤しみそれが原因でミモリンに怪我を負わせてしまうなど問題を起こしていた。
轡が新しく開盟学園に赴任してきた際には、ヒメコを侮辱されたことをきっかけとして、これまでの彼の所業を断罪するため轡を拉致するが、今まで勝手なことをしてきた自分を最後まで仲間と言って見捨てなかった椿に免じて復讐を思い留まる。騒ぎを起こした罰として懲罰委員会から2週間の停学処分を言い渡された（本来なら退学もおかしくなかったが映されていた動画と椿の尽力もあったため）。その後は生徒会の職務にも意欲的に取り組むようになり自分を守ってくれた椿に対しては「主君」として忠誠を誓い、一転して絶対服従の姿勢を取るようになった（その姿は傍から見ればただのパシリや召使いのようではある）。
改心後、ミモリンの提案により生徒会メンバーから「キリ」と呼ばれるようになる。
同級生の震平とは当初、「忍者と侍」という間柄か犬猿の仲だったが尊敬する者のことで意気投合し、仲良くなった（ただし態度は変わらず、DVDを貸し合う際にお互いを「落第忍者」「似非侍」と呼び合っている）。
ウサミとチョコを食べる時に女装した際にはお姉さんのような格好をし、デージーが「似合う」と言うほど評された。アニメ版のウサミの男嫌いを直す話では、もう椿に絶対服従を誓っており一緒に女装している（前述のお姉さんのような恰好）。
高校2年の12月に椿の引退に伴って生徒会長となるが、会長の仕事を体験した際に男性と喋らないウサミの態度に激怒するが、翌日今度はウサミをバニーの状態にして説得に成功する。
新條 正宗（しんじょう まさむね）、相楽 勇作（さがら ゆうさく）、榊 律子（さかき りつこ）
物語開始の一年前に生徒会に所属していたメンバー。#過去編に登場した人物を参照。

## スケット団と関わりの深い生徒
モモカ / 吉備津 百香（きびつ ももか）　
声 - 井上麻里奈 / 同左
日本一工業高校の女番長。7月3日生まれ。身長160cm、体重43kg、O型。好きなもの：お芝居。嫌いなもの：諦めること。
昭和時代のスケ番のようなロングスカート、「アタイ」「ずらかるよ」と言った古めかしい口調が特徴。伝説の不良として名を馳せた「鬼姫」の名を騙り、暴虐の限りを尽くしていた。乾（いぬい）（声 - 斉藤佑圭）、去川（さるかわ）（声 - 金田アキ）、木島（きじま）（声 - 水原薫）（それぞれ『桃太郎』の犬、猿、雉をモチーフにした名前、容姿である）という舎弟がおり、彼女らがヒメコに伸されたことに腹を立て、ヒメコを拉致し暴行しようとしていたところを、救出に来たボッスンらに阻止される。直後に解放されたヒメコが真の「鬼姫」であることを知り、その威圧を前にして敗走するも、その後はスケット団の元を訪れ、元々憧れの対象であった「鬼姫」であるヒメコを「姉さん」と呼んで慕うようになった。
不良になってしまったのは素直になれない性格のため友人ができず孤立していたためであるが、スケット団との交流の中で友情を深め、本当の仲間の存在と意味を知ることとなる。
容姿端麗でスタイルも良く、周りからそのことを指摘されると照れて黙ってしまったり、思わず手が出てしまったりと可愛い性格をしている。また、声の良さに関しては人並みはずれたものを持っており、ますらお幼稚園での人形劇のアテレコがきっかけで、声優オーディションを受け、見事アニメ『魔法のヤンキー リバティ☆真剣（マジ）』のヒロイン役としてデビューすることになる。声優として人気を博した後は、女優、歌手と次々と活躍の場を広げ、順調に芸能活動を続けている。萌えキャラを演じる機会が多く、その影響から「モモタン語」という独自の言葉を編み出し、アイドル活動やファンとの交流などの際に駆使している。自身のイベントに欠かさず訪れるなど誰よりも自分を応援してくれるスイッチに対して好意を抱いており、バレンタインには彼に本命チョコを手渡した。しかしスイッチが過去の一件から「二度と恋をしない」と自身を戒めていることから断られてしまう。イベントではフラれても落ち込む素振りを見せずに仕事を全うしている。エピローグでは自身の想いが届いた様子がうかがえる。
キャプテン / 高橋 千秋（たかはし ちあき）
声 - 咲乃藍里 / 佐藤聡美
ソフトボール部キャプテン。1-B→2-B→3-C所属。9月23日生まれ。身長160cm、体重48kg、A型。好きなもの：熱い人、スポーツ全般。嫌いなもの：煮玉子。
ソフトボール部ではキャプテン、クラスでも学級委員を務めるなど、皆の先頭に立ち、周囲を引っ張っていく活発でハツラツとした美少女。ソフトボール部員以外の友人からも「キャプテン」と呼ばれ、その頼りがいのあるキャラで親しまれており、新聞部主催の2-Bミス＆ミスターNo.1コンテストでは、「ミスプリティ」と「ミススポーツウーマン」の2冠に輝いている。城ヶ崎をはじめとして彼女に想いを寄せる男子も多く、また変人ばかりが揃う作中で唯一常識的で普通な少女であることから、読者からも単行本の欄外コーナーにて求婚される始末である。後述のようにクラスで孤立していたヒメコやサーヤのことを気に掛け力になるなど、困っている人を放っておけない優しい性格もしている。母親は早くに他界しており、幼い弟（声 - 寺谷美香）の面倒をよく見ている。
小柄な体とは裏腹に驚異的な早食いかつ大食いであり、麺8玉重量7kgの特盛りラーメンを10分間で完食するほど。食べ物を口に運び食する時の動きは、他の者の目には留まらず、ボッスンらから「消えるキャプ食い」と称された。さらに、小規模なソニックブームが発生するほどの超音速で食べ物を吸いこむ「ネオキャプ食い」を身に付けた（名付けたのはスイッチ）。しかしながら煮玉子だけは食べることができず、無理に食べれば嘔吐してしまう。
ジェネシスワールドグランプリでは、日本代表のスケット団チームの一員としてルールも分からないまま参加するが持ち前の運動神経と熱い性格が功を奏し、大会を通じて名ジェネシストに成長する。必殺技「スターダストキャプチャー」を習得、チームの優勝に貢献し大会MVPを獲得した。
1年時はヒメコとクラスメイトであり、入学後誰とも交わろうとせず孤立していた彼女に声をかけ、彼女が再び心を開くきっかけとなった人物。その後不良に襲われていたところをヒメコとボッスンに助けられる。これを機に現在のスケット団が結成されたと言っても過言ではなく、彼らとは創立以来の仲である（特にヒメコとは親友）。スケット団の面々を「どんなことでも熱く燃える人たちで好きだ」と宣言したり、ボッスンと彼を慕うヒメコ、スイッチの関係をよく心得ていたりと、彼らの一番の理解者の一人である。
武光 振蔵（たけみつ しんぞう）
声 - 小西克幸 / 三宅健太
剣道部主将。2-A→3-C所属。10月28日生まれ（アニメでは1月21日生まれ（アニメ第54話より））。身長183cm、体重72kg、O型。好きなもの：携帯ゲーム。嫌いなもの：ネカマ。
侍に憧れており、着流しに髷、帯刀という身なり、芝居がかった古風な喋り方をして侍になりきっている長身の男子生徒。一人称は「拙者」で、語尾には「ござる」と付けるなどその徹底振りはかなりのものであるが、これは時代劇役者の父・奮蔵（ふんぞう）（声 - 森功至）の影響であるらしい。奮蔵は剣道道場の師範でもあり、振蔵自身も父の手ほどきを受け、その腕前は一流である。先祖は一寸法師の家臣らしい。
以前は試合で無敗を誇っていたものの、剣道部主将に就任し「大将」の座を任されるようになってからは一転してスランプに陥り、スケット団に助けを求める。調査の結果、原因は試合前に気力を高めるために口にしていた清涼剤「FRISKE（フリスケ）」の効果が、大将となり待ち時間が長くなったことで切れてしまっていたことだと判明した。その後は頻繁にスケット団のもとを訪れるようになり、ガチンコ・ビバゲー・バトルにおいては「スケットマシーン1号」としてスケット団チームの一員として活躍した。なお、その時の椿との格闘技対決では、FRISKE無しでも気力を充実させ、本来の剣術の実力を発揮できるようになった。
上記のような風体にもかかわらず、携帯電話でのメル友とのメール交換や携帯のソーシャルゲームに嵌っている、服装を注意され素直に制服で登校するなど、侍らしからぬ行動が多々見受けられ、スケット団の面々からは「信念がユルユルだ」と評され邪険に扱われることも多い。原作では普通の携帯を使用しているが、アニメ版ではスマートフォンを愛用している。弟の震平が女子からモテることに関しては若干コンプレックスを持っている模様。バレンタインでもチョコは2つしか貰っていない（母親からと店のレジに置いてあった物で、正確には「貰った」とは言えない物）。
ロマン / 早乙女 浪漫（さおとめ ろまん）
声 - 清水愛 / 茅野愛衣
女子漫画研究部部長。2年→3-C所属。4月30日生まれ。身長155cm、体重42kg、O型。好きなもの：オレンジペコ。嫌いなもの：ブラックコーヒー。年齢は17歳。
漫画家志望であるが、非常に絵が下手。ベレー帽をかぶっている。作品のストーリーも荒唐無稽で常人には理解できない独特の世界観を有している。
好きなジャンルは「ひと昔前の少女漫画」であり、いちいち仕草が古臭かったり、姿が少女漫画タッチになったり、日常生活の中で漫画的なベタな場面に出会うと少女漫画的視点で物事を見てしまったり（「乙女フィルター」と呼ばれる）と、ボッスン曰く「かわいいけどうざい」性格をしている。また、漫画のような表現を現実世界に持ち込むという特技を持つ（例として、リアルな背景を出現させるなど。これは読者だけでなく、劇中の登場人物にも認識されていることであり、単なる漫画の演出とは違う）。漫画のキャラであることを利用して、漫画のセオリーを無視したやりたい放題の行動で暴走することから、作中だけでなく作者や読者からも舞台荒らしとして認識され、「ロマンティックボマー（爆弾娘）」と称されている。
雨の日に落として汚れたタオルに悪態をついていたボッスンを、乙女フィルターを通して捨てられた子犬を慰める美少年と捉えてしまい、以後ボッスンのことを「王子」と呼び、慕っている。その後は振蔵同様、スケット団と関わりを深めるようになり、ガチンコ・ビバゲー・バトルにおいては「スケットマシーン2号」としてスケット団チームの一員として活躍した。また、デージー同様、「Marronnier Mania」のぬいぐるみがお気に入りで、目が可愛いと評価している。
漫画家デビューに向けて地道な努力を重ねた結果、遂に投稿作『やにわにテンプテーション』が少女漫画誌『マーガリン』に掲載され、念願のデビューを果たし、涙を流して喜ぶ純真な姿を見せた。以後は漫画に携わる姿勢が一段と厳しくなり、大御所漫画家のたたずまいを見せて後輩を厳しく指導する一方、セカンドデビューを目指して精進を続けている。
「ウィッチウォッチ」でもメタ発言をするなど変わらない様子を見せる。
アニメ版では作中に浪漫の漫画が登場する際、全ての登場人物の声を藤田咲、白石稔の2人で演じている。
結城 澪呼（ゆうき れいこ）
声 - 小林ゆう / 折笠富美子
オカルト研究部部長。1-E→2-A→3-C所属。12月27日生まれ。身長160cm、体重41kg、O型。好きなもの：オカルト全般。嫌いなもの：科学。
腰まで届く長い黒髪と不健康そうに青白く透き通った肌が特徴の痩身の女生徒。霊的なモノや超能力、呪術などに深い造詣があり、本人も不気味で禍々しいオーラを放っている。スケット団の元を訪れる際には、部屋の窓からまるで「貞子」のように四つん這いになって這い出して来るようにして登場する。その非科学的現象への根強い信望から、科学的事象のみしか信じないスイッチとは犬猿の仲であり、顔を合わせれば常に喧嘩に発展するが、傍から見れば仲が良いようにしか見えない。
一時期インチキ占い師「水神氷見子」を崇拝し、彼女の元で悪徳商品の販売に手を貸していたが、スケット団の活躍により目を覚ます。
本人は恋愛や外見には興味を払っていないが、スイッチ曰く色白で鼻筋が通っていることから化粧化けするタイプで、偶然過去に想いを寄せていた男子と街中で再会した際には、スイッチが手掛けたプロデュース（「極上!!めちゃモテ委員長」のノリで行われた）によってオシャレなメイクと洋服を身に纏った可憐な美女となって登場し、彼の鼻を開かすことに成功した。
「ウィッチウォッチ」では彼女の姪が登場しており、こちらもかなりのオカルトマニアである模様。
ヤバ沢さん / 矢場沢 萌（やばさわ もえ）
声 - 生天目仁美 / 豊口めぐみ
チアリーディング部所属。2-C→3-C所属。1月10日生まれ。身長158cm、体重65kg、AB型。好きなもの：和菓子、チアリーディング。嫌いなもの：コンタクトレンズ。
3つ編みに丸メガネ、3の字型の口に恰幅のいい身なりが特徴の女子生徒。ボッスンらのクラスメイトである。感動した時や怪訝に思った時、返事をする時など、どんな時でも必ず「ヤバイ!」「ヤバス!」と発言するため、周囲からは「ヤバ沢さん」と呼ばれ、親しまれている。
スケット団には、ペットのシロテナガザルイエティ（声 - 矢部雅史）のお守りや、ますらお幼稚園での演劇上演などのほか、SNSサイト「ビバゲーシティ」のアバターに使用できる「3の字口」パーツの景品目当てにガチンコ・ビバゲー・バトルへの出場を依頼している。なお、ビバゲー・バトル終了後に安形からお目当ての「3の口」パーツを譲り受けて以来、彼に惚れているようである。
歌が上手く、2-Cミス＆ミスターNo.1コンテストでは「ミスナイスボーカルNo.1」の座を手にしている。カイメイ・ロックフェスの折には、ヒメコを誘って自らボーカルとして「ヤバサワブックス」というバンドを結成し、参加するつもりであった。
八木 薫（やぎ かおる）
声 - 名塚佳織 / 同左
放送部所属。クラちゃんの親友で、真面目な性格の女子生徒。2-E→3年。4月19日生まれ。身長162cm、体重46kg、AB型。好きなもの：勉強。嫌いなもの：お笑い番組。
黒いストレートの髪に眼鏡が特徴。クラちゃんの依頼でスケット団が放送部室を訪れた折、今度の試験問題が盗撮されたDVDを落としていってしまいスケット団やクラちゃん、放送部顧問の吉村からカンニングの疑いを掛けられる。本人はカンニングなどしておらず偶然DVDを発見してしまっただけであったが、高校1年の時自分にカンニング嫌疑をかけられた経験から、打ち明ければ自分が疑われてしまうと思い誰にも相談できず一人で抱え込んでしまっていた 。その後スケット団の「お前を信じる」という言葉に感化され、真実を打ち明けたことで晴れて潔白が証明された。そのためかスケット団に対して恩を感じており、ドキュメンタリーの作成など様々な依頼を持ち込んでいる。ドラマCD でボッスンのデリカシーの無い発言でヒメコがブチ切れた拍子に時間が決まっている部活終了の放送を誤って流した上に機材を破壊してしまった際には（機材が破損したために訂正放送も出来なかった）、口添えをして「暫くの間放送室出入り禁止」程度で済ませてくれている。
その後は、放送コンクールに出品するドキュメンタリーを制作するためスケット団に「ガラス男事件」の調査を依頼したり、カイメイ・ロックフェスティバルの司会やお昼のランチタイム放送のリポーターを務めたりするなど、放送部員として広く活躍している。ボッスンらのボケや放送中の突然のアクシデントなど、どんな事態に遭遇しても表情ひとつ動かさず冷静に対処する。ただしあくまで感情を顔に出さないだけであり、校内生放送第1回で生徒会が放送を無茶苦茶にした際には物騒な次回予告で締めくくっている（観ていたスケット団からは「やっぱり怒ってる」と評されている）。容姿の良さから彼女のファンは結構多い。
ポケット団のリーダーであるタクトの実姉であり、彼のことを「タッくん」と呼ぶが、怒る時は「タクト」と呼び捨てにしている。タクトによると「怒ると無茶苦茶怖い」らしい。
3年夏休みにはボッスンの自転車旅に密着したドキュメンタリーを作成し、この旅が結果的に彼の将来に大きな影響を与えることになる。
ダンテ / 伊達 聖士（だて きよし）
声 - 近藤隆 / GACKT
ヴィジュアル系バンド「JardiN（ジャルダン）」のボーカル。2-E→3-C所属。5月30日生まれ。身長173cm、体重54kg、O型。好きなもの：dream of Lie、NARUTO -ナルト-。嫌いなもの：デスメタル。
ヴィジュアル系の世界観に陶酔している男子生徒。会話もそれを模した難解で端的な言葉（「堕ちた（落とし物をした）」「ストレイシープ（見捨てないで）」「巨躯なる天使（体の大きな美少女）」など）でしかしようとせず、コミュニケーションを取るのが非常に面倒臭い。一方で好物はテリヤキバーガー、好きなアニメは『NARUTO -ナルト-』など、子供らしい嗜好も目立つ。妙に惚れっぽく、作中では恋の相談だけでも3度スケット団を訪れている（そのうち1回はコマちゃんへの一目惚れ、1回はチェリーを女性と勘違いしたことによるもの）。
音楽を睡眠学習で覚えてその世界に入り込んでしまう体質の持ち主で、大晦日に半分眠りながら演歌を聴いた結果、冬休み明けには普段のヴィジュアル系スタイルから演歌スタイルに変貌していた。
バンドボーカルとしての実力は確かなものがあり、カイメイ・ロック・フェスティバルでは優勝を果たしている。
フミちゃん / 瀬川 ふみ（せがわ ふみ）
声 - 浅倉杏美
女子漫画研究部所属。1-D→2年。7月13日生まれ。身長150cm、体重40kg、O型。好きなもの：漫画。嫌いなもの：辛いもの。
ロマンの後輩で、ロマンを先輩として慕っている。もともと絵が上手かったが、自分の為に作ってくれたロマンの漫画指導書『ヘタッピ漫画研究所R（ロマンティック）』に感激して読み耽った結果、ロマンと同じような下手な絵しか描けなくなり、スケット団に助けを求めてくる。その後、絵は回復するが、本人はネームの制作を苦手に思っており、再びロマンの指導を仰ぐ。その結果、ロマンテイストの破天荒なストーリーの初投稿作『ふしぎ少女伝説 しゃかりきカスタードBOY参る!』を完成させ、見事入賞する。
美術部の森野は中学時代からの同級生で、同じ美術部に所属していた。高校入学後引きこもりとなった彼を心配し、彼を救おうとスケット団に共に奮闘し、彼に立ち直るきっかけを与えた。
コマちゃん / 森下 小麻（もりした こま）
声 - 能登麻美子
フミちゃんの親友。1年→2年。5月18日生まれ。身長181cm（1年時）→184cm（2年時）、体重不明、O型。好きなもの：戦国武将、優しくてカッコいい人。嫌いなもの：エッチな人。
体格が良く、バストやヒップなど全体的にムチムチした体型をしている。その体格とは裏腹に非常に気が小さい恥ずかしがり屋で、声も極端に小さい（アニメ版では初登場の際に、スイッチ作の集音マイクで会話をしていた）が、後に普通の声量での会話ができるようになっている。スケット団には、恋愛のことで依頼に訪れることが多い。
もともと、細かい作業が苦手で、しまいにはカップの取っ手を指で砕いたり、携帯電話を指で壊したりと女性離れした怪力を有しており、本人はこれをコンプレックスに思っている。日頃は力をコントロールして普通に生活できているが、緊張したり照れたりした時には制御できなくなり、人を片手で数メートル吹き飛ばし壁に叩き付けてしまうなどして（通称「コマ砲」）、主にボッスンが甚大な被害を被っている。
特技は戦国武将の物真似であり、趣味が高じて「女子高生プリンの戦国時代ファンサイト『武将髭』」を運営している。
祖父、両親、姉の5人家族で、父は建築関係の仕事をしている。家族は全員、長身かつ怪力であり、照れ屋で食欲旺盛。
エニグマン / 大門 明智（だいもん あきとし）
声 - 日野聡
クイズ研究会部長。自称「クイズ戦士エニグマン」。2年→3-C所属。2月26日生まれ。身長176cm、体重64kg、B型。好きなもの：謎（エニグマ）。嫌いなもの：仮面をとった自分。
仮面を着けてシルクハットに身を包み、大仰な口調で語りかけるクイズ番組の司会者のようなウザイノリが特徴の長身の男子生徒。この世には「[s]サディズム」、「[m]マゾヒズム」、そして「N（ナゾ：なぞなぞの答えを考え込んでいる相手の表情を見ると興奮してしまう性癖）」がいると説き、自身は「ドN」であると称する。クイズ研究会の部長として、助手のクエッチョンと共に他の部活にクイズで戦いを挑む活動を続けており、これまでに数多くの勝利を収めてきたが、対スケット団戦ではボッスンの閃きを前に、また、対生徒会戦では安形のIQ160の知能を前にあっけなく敗北する。
その素顔は容姿端麗の美男子で、榛葉に次ぐ学園で2番手のイケメン。しかし、仮面を付けていないと「エニグマン」時のキャラから一転して、シャイで心配性な小心者になってしまう。助手として自分を頼ってくれるクエッチョンに気があり、勇気を出して素顔のまま告白するが、同じく仮面を外すと性格豹変する体質だった彼女にこっぴどく振られる。その後も度々、クエッチョンとの色恋沙汰についてスケット団に相談に訪れ、助言を受けて彼女にアプローチをかけようとするが、不運が重なるなどなかなか上手くいかない。2月12日（バレンタインの2日前）、クエッチョンから日頃のお礼としてチョコを貰った。
サーヤ / 安形 紗綾（あがた さあや）
声 - 花澤香菜
安形の妹。2-B→3-E所属。3月26日生まれ。身長156cm、体重47kg、O型。好きなもの：純文学、動物。嫌いなもの：スポーツ。
素直に自分の気持ちを表すことのできない典型的なツンデレ少女。ツンデレ属性のほか、ツインテール、ニーソ、巨乳、天然、妹属性など、いわゆるギャルゲーの属性をほぼすべて兼ね備えており、スイッチには「全部盛り」と称された。自身のツンデレ体質を治すためにキャプテンの紹介でスケット団の元を訪れ、彼らの協力のおかげで以前より素直に振舞えるようになり、クラスにも溶け込むことが出来るようになり仲が余り良くなかったホリィとも友だちになった。
その中で特に親身になって自分を励ましてくれたボッスンに好意を抱くようになり、修学旅行の際には彼に対してそれとなく好意を仄めかした。その後しばらくの間、気まずさから距離を置いていたが、後日再び彼の元を訪れ正式に告白を果たす。返事こそ得られなかったものの気持ちの整理がついた模様で、今後は彼に対して積極的にアピールしていくことを宣誓した。椿に気があると勘違いした安形のアドバイスで冬休みの新年明けにお茶に誘うが、なぜか椿と安形まで付いて来てしまい、安形の勘違いを助長させる結果になってしまう。安形曰く「男嫌い」であるが本当に気を許した異性に対しては服の袖を無意識に掴むらしく、後期試験当日に自宅前にやって来たボッスンの服の袖を掴む姿を見せたことで一連の誤解を解かせた。
極度の運動音痴。修学旅行前の大縄跳び大会では回し手に立候補して跳ぶことを避けようとするほど。通信簿には最低評価の「1」以下の「もっとがんばりましょう」という特別な評価を貰ったらしい。動物が大好きであり、アニメ版だと休日は猫カフェに通っていると述べている。怪我をしていたフクロウ（後のホウスケ）を拾ってスケット団にやって来たこともある。
アニメでは2年目から登場。レギュラー的な扱いで原作で登場しない話でも登場したり、顔見せ程度に登場することもある。その中でボッスンに徐々に好意を寄せていく様子が描写されている。
チェリー / 佐倉 実（さくら みのる）
男子生徒。1-C→2年。9月11日生まれ。身長156cm、体重48kg、B型。好きなもの：ゲスニック料理。嫌いなもの：男。
見た目はふわふわの髪に可愛らしい中性的な顔立ちだが、実はとんでもなく下ネタが好きだというゲスな男子。幼少時代、偶然見つけたエロ本を見てから、自らの嗜好を「ゲス道」と称し、女性の体に直接危害を加えることなくあくまで下劣な言葉による戯れを極める通称「ゲスラー」としてのポリシーを貫き通している。しかし、ヒメコに危うく触れそうになったり、コマちゃんやデージーの手痛い攻撃を喜んで受け入れるなど、そのキャラはボッスンたちの理解の範疇を超えており、作者には「ある意味でこの作品の世界観をぶち壊すキャラ」と評されるほど。「です」を「げす」に置き換えて喋る。笑い声は「ゲスゲスゲス」。ロマンとはとても気が合う様子。
彼と同じくゲス道を貫く仲間（高校受験のため通っていた予備校で出会った）と共に、エロ本を読みゲス談義に花を咲かせるだけの「ゲスリング部」（部長・与田太郎/ヨタロー、副部長・下田稔治/シモーネ、部員・神山天照/ゲビテル）なる部活動をしていたが、活動状況を知った椿により廃部に追い込まれた。しかしその後も放課後の教室で仲間たちとゲス談義に花を咲かせていることから、ボッスンに「部室なくなっても同じじゃねーか」とツッコまれている。その後性懲りもなくスケット団・生徒会執行部の世代交代の際にゲスリング部を復活させようと企み、キリが新生徒会長になった生徒会執行部にタクトたちが新スケット団になる申請をしている最中、どさくさに紛れて部を認可させようとするがことごとく見破られ失敗に終わった。
上記の通りゲスな性格からコマちゃんには毛嫌いされており、作中ではボッスン以外で「コマ砲」の被害者となり、度々吹き飛ばされていたが、2年時に同じクラスになってから毎日「コマ砲」を受け続けた結果、紙一重でよけられるようになった。

## ポケット団
生徒が抱える学園生活上の悩みやトラブルを請け負い、自身らの特技によって解決していくことを目的として結成された部活動であり、タクト、シルク、スマイルの1年生3人から成る。正式名称は「学園生活応援部」で、愛称の"POCKET"は、"Potentical（才能があって）" "Outstanding（飛び抜けていて）" "Clever（賢くて）" "Keen（頭が切れて）" "Efficient（有能な）" "Team（集団）"、あるいは、"Perverse（ひねくれていて）" "Offensive（癪に障って）" "Cheeky（生意気で）" "Knavish（ずるくて）" "Egoistic（わがままな）" "Team（集団）"、というダブルミーニングになっており、その由来の通り純粋な能力は自他共にスケット団よりも優秀だと認めるほど。
中学時代からの同級生であった3人は高校入学以前から団の設立を決意していた。しかし開盟学園において既に自分たちと同じような活動をしていたスケット団の存在を疎ましく思い、ボッスン・ヒメコ・スイッチの3人を退部に追い込みスケット団を乗っ取るべく計画を企てる。団の所有権を巡って勝負となった「通いネコ探し」の依頼では、捜索対象であったネコ自体はスケット団より早く発見したものの、依頼の本質まで追求し依頼人の悩みまでも解決したスケット団を前に潔く敗北を認めた。その後は「小さなスケット団」として時にスケット団の指導を仰ぎながら活動に勤しんでいるが、その高い能力からスケット団の仕事をほとんど奪っている。だが依頼人が同級生のみであり上級生からの依頼が無いのが悩みでそれをスケット団に相談したり、自分たちでは解決出来なさそうな依頼をスケット団に頼むなどいろいろ悩みや難題を抱えているがそれをスケット団や生徒会などの助けやアドバイスで少しながら成長していっている。その後スケット団が周囲の依頼人の悩みまでも解決する様子を見て、ボッスンたちの引退でスケット団がなくなるのを防ぐため3人でスケット団に入部したことでポケット団は廃部になる。
タクト / 八木 卓人（やぎ たくと）
ポケット団団員。1-B所属。8月9日生まれ。身長153cm、体重47kg、A型。好きなもの：サプライズ。嫌いなもの：虫。
目にしたものを全て写真のように映像として記憶することができる「映像記憶」という能力の持ち主で、その「頭脳の業」をもって依頼を取り巻く状況を素早く分析し、シルクやスマイルに指示を出すなど、3人の中ではリーダー的役割を担っている。アンコはこし餡派。
八木ちゃんの弟であり、その頭の良さは姉譲りのものである。八木ちゃんのことを「姉さん」と呼んでおり、全くと言って良いほど頭が上がらない。家庭では素直な良い子であるが、学校では小生意気なひねくれ者として振舞ってしまいそのことを姉に知られて怒られるのが怖く、ひた隠しにしている（八木ちゃん本人はとっくに気づいており、後に目撃した際は、帰宅後にかなり叱られた模様）。
それ以降は生意気な態度を取らなくなり、ボッスン達の意見も素直に受け入れるなど性格にも落ち着きが見られるようになった。彼らの引退後、ボッスンから帽子とゴーグルを譲り受けた。
シルク / 我妻 絹衣（あづま きぬえ）
ポケット団団員。1-B所属。4月6日生まれ。身長148cm、体重38kg、O型。好きなもの：ロールケーキ、たい焼き、もみじ饅頭。嫌いなもの：辛いもの。
凄腕の手品師であり、その手癖の悪さ（「手の技」）をもって依頼の解決に活躍する。福岡出身で、バリバリの博多弁を喋る。
マジックに凝ったボッスンを弟子としてマジックを指導し、「ミルク」の名前を与えた。それ以降ボッスンを「ミルク」と呼んでいる。
ロールケーキを丸かじりで食べるほどの甘いもの好きであり、たい焼きは粒餡、もみじ饅頭はこし餡と、物によってアンコの好みを区別している。
スマイル / 坂須 英里（さかす ひでさと）
ポケット団団員。1-B所属。8月9日生まれ。身長155cm、体重50kg、B型。好きなもの：パントマイム。嫌いなもの：数学。
世界一の軽業師を目指しており、アクロバティック「体の藝」をもって依頼の解決に活躍する。
あだ名の通り、いつも笑っている。パントマイムの練習のために自分の口で喋ることをしない。

## その他の生徒
杉原 哲平（すぎはら てっぺい）
声 - 保志総一朗 / 阪口大助
第1話にて、ボッスンたちのクラスに転校してきた男子生徒。2-C所属→3年。9月27日生まれ。身長171cm、体重60kg、A型。好きなもの：バスケットボール。嫌いなもの：不良。
同級生に対しても敬語で話すような丁寧な性格。転校早々スケット団からの入部の勧誘を受け、彼らと親交を深めるが、小学校のころに虐められていた城ヶ崎とも再会し、平穏な学園生活を送るために已む無く「ペンキ仮面事件」の犯人としてスケット団を嵌める策略に加担させられる。事件の解決を通して、スケット団の面々から勇気をもらい、「新しいことにチャレンジする」としてかねてより興味のあったバスケットボール部に所属する。
その後はクラスにもすっかり馴染んだようで、クラスコンテストでは「ミスタースポーツマンNo.1」の座を手にしている。
アニメ版では、スイッチ曰く「好きな機動兵器はVガンダム」とのこと。
城ヶ崎 充（じょうがさき みつる）
声 - 伊藤健太郎 / 金光宣明
恰幅の良い筋骨隆々としたガタイが特徴の不良生徒。2-D所属→3年。4月6日生まれ。身長185cm、体重82kg、O型。好きなもの：あんパン。嫌いなもの：スケット団。
伊藤先生のカツラ疑惑を暴露した「葉鶏頭事件」の犯人であり、また、小学生時代に虐めていた哲平を利用してスケット団を陥れようとした「ペンキ仮面事件」の黒幕でもある。弱者を暴力で支配する一方、悪事が露見すると知らん振りを通し、終いには真に受ける方が悪いと開き直る典型的な小者。不良のくせに占いやおまじないが好きで、恋愛運が好調と出た日に出会ったキャプテンに一目惚れした。不良だが、ダンテに恋のおまじないを吹聴したりする面や、過去にむごい仕打ちをしたにもかかわらず自分によくしてくれる伊藤先生に対してバースデーケーキを準備するなど、どこか憎めない一面を見せることも。
何度もスケット団や生徒会に成敗されている割には、彼らに正しく名前を覚えられていないという不憫な役所である（「ジョー如月」「女性が先」、「城　白鷺」、「城下町」、「ジョーカー佐木」などと呼ばれる）。
島田 貴子（しまだ たかこ）
声 - 平田真菜 / 中司ゆう花
新聞部所属。スイッチ曰く「スクープに燃える熱血新聞部員」。眼鏡とそばかすが特徴。2-F→3-C所属。5月1日生まれ。身長155cm、体重42kg、A型。好きなもの：スクープ。嫌いなもの：そばかす。
校内新聞『学園タイムス』を製作しており、第3話の事件時には「学園の七不思議」のコーナーを担当していた。スクープを取って一面記事を飾ることを夢見ているが、毎回紙面の隅にしか載らないような自分の記事に悔しさを覚え、自らトリックを用いて学園七不思議の1つ「焼却炉の幽霊」を出現させ、スクープ記事を捏造した。スケット団に事件を暴かれた後は心を入れ替え、再び学園のスクープを狙って熱心に活動を続けているようである。開盟学園の卒業生である兄がいる。
地元紙で新聞記者を務める父（声 - 金光宣明 / 金野潤（ドラマCD版））がおり、スケット団への取材を依頼した。
小田倉 拓夫（おたくら たくお）
声 - 園部好德 / 堂坂晃三
アニメ研究部部長。1-E→2-D→3-C所属。2月15日生まれ。身長172cm、体重102kg、O型。好きなもの：須藤努作画監督のアニメ。嫌いなもの：リア充。
角縁眼鏡を掛け、頭にバンダナを巻くなど典型的なアニメオタクの風貌をしている。尊大な喋り方で、「クスッ」が口癖。スイッチの良きオタク仲間であり、日頃からフィギュアのトレードを行ったり、休日には一緒に秋葉原に出掛けたりしている。スイッチが努力家ということを認めている。アニメ談義に花を咲かせることも多いが、大抵はお互いの持論に固執して意見の相違を見せる。カイメイ・ロックフェスティバルの折には、スイッチらオタク仲間4人とバンドを組んで出場しようとしたが、オタク談義に夢中で真剣に練習しなかったため、スイッチに愛想を尽かされている。
スイッチとは1年、3年時にクラスメイトであり、特に1年時には引きこもりになる前のスイッチにアニメや声優のことを教えていた。さらに引きこもりから復帰したときには遠巻きにするクラスメイトをよそに真っ先に話しかけた。
テツ
声 - 稲田徹（幼少時 - 山口眞弓）
スケット団に依頼に訪れた男子生徒。ガタイがいい。外見によらず、ロマンティックで繊細な面がある。5月10日生まれ。身長180cm、体重88kg、O型。
幼少時、病弱だった幼なじみの美咲を励まそうと深夜の花見に連れ出すも、事故に巻き込んでしまい、それ以降家族から接触を拒まれ、疎遠になってしまった彼女のことをずっと気に掛けている。彼女と連絡を取るため「桜小路 光太郎（さくらこうじ こうたろう）」という偽名を用いメル友になるが、光太郎として彼女と会うことになり、スケット団に替え玉を求めてきた。命を掛けた手術に臨まなければならないほど回復していない美咲の病状にショックを受け、自分のせいだと塞ぎ込むが、最終的に手術のために渡米する美咲の見送りに駆けつけ、その後は彼女を追ってアメリカへ渡っていった（現在は日本に帰ってきている）。
北大路 正也（きたおおじ まさや）
声 - 金谷ヒデユキ
演劇部部長。2年→3年。2月4日生まれ。身長175cm、体重58kg、A型。
部費のアップが目的で、生徒会執行部のますらお幼稚園での演劇対決に協力をする。卑劣な性格であり、対戦相手のスケット団の演劇衣装や書き割りをメチャクチャに壊した。しかし逆にそのことが椿の逆鱗に触れ、殴られた結果、本来自分が主役を演じるはずだった「ピーターパン」に出演できなくなった。その後、3年生を送る会で催される劇の演出担当となり演劇対決の際の行為を謝罪したうえで、スケット団に協力を求めた。
クラちゃん / 倉本 歩（くらもと あゆみ）
声 - 相沢舞
スケット団に依頼に訪れた女子生徒。2-E→3年。5月29日生まれ。身長159cm、体重43kg、A型。好きなもの：ショッピング。嫌いなもの：ゴキブリ。
最近様子がおかしい親友の八木ちゃんのことを元気付けてほしいとスケット団の元を訪れる。成績優秀で八木ちゃんとはよく上位を争っている。ダンテとは中学時代からの知り合いである。
アニメ版では出番がかなり増えており、ダンテが登場する回において用語の解説を行ったり物語の転換点などに出てきたりする。
「ウィッチウォッチ」では彼女の結婚式が描かれている。
内田 孝昭（うちだ たかあき）
声 - 立花慎之介
スケット団に依頼に訪れた男子生徒。2-C→3-C所属で、ボッスンたちのクラスメイト。11月13日生まれ。身長162cm、体重52kg、O型。好きなもの：読書。嫌いなもの：水泳。
内気な性格ながら、「自分を今度のクラスコンテストで一番の人気者にして賞品のメダルを獲らせてほしい」と自らのプロデュースをスケット団に依頼する。実は母（声 - 伊藤美紀）が病気を患っており、その母を元気付けるために人気者の証であるメダルを必要としていた。スケット団の作戦はことごとく失敗に終わるも、日頃の彼の細やかな気配りを見ていたクラスメイトの投票によって、見事自力で「ミスター優しい人No.1」の座を獲得し、母を喜ばせる。
その後、スケット団にカツアゲしている館川高校の不良のことで依頼している。
伊藤 久美（いとう くみ）
声 - 斉藤佑圭
黒髪のロングヘアが特徴の言動が大人びている女子生徒。2-C→3-C所属で、ボッスンたちのクラスメイト。8月19日生まれ。身長163cm、体重49kg、O型。
「2-Cミス&ミスターNo.1コンテスト」にて内田に1票入れたり、文化祭の当日役に立たないボッスンを邪険に扱ったりと、度々2-Cのクラスシーンに登場している。
もともと作者は彼女をクラスを描く際のモブキャラクター（チョイ役）と設定しており、名前も無かったが、アニメ化にあたって、監督の川口敬一郎の命名のもと名前が与えられた。アニメではオリジナルエピソードとして、「ミス色気ムンムンNo.1」に選出されたり、ヒメコとともに合コンに参加したりしている。
草部 直幸（くさべ なおゆき）
声 - 奈良徹
学内の悪徳グループ「蜘蛛の会」のリーダー。美術部所属。3-C→不明。10月18日生まれ。身長171cm、体重58kg、A型。好きなもの、クライムムービー。嫌いなもの、才能のあるヤツ。
成績優秀だが、裏では女子生徒の弱みを握り、猥褻な行為を繰り返す集団「蜘蛛の会」の首謀者として暗躍している。生徒会の捜査により犯行が明るみに出て、警察に逮捕された。また蜘蛛の会壊滅前は、絵画の才能があり周囲から「学内で一番うまい」との評判を得ていたが、所属する美術部に新しく入部してきた森野が自分より才能があることを妬み、彼の作品をメチャクチャに壊し、彼が引きこもりとなる原因を作った。かつてスイッチが行っていたデスファイトに参加させられたことがある。
武光 震平（たけみつ しんぺい）
声 - 鈴木達央
振蔵の弟。1-D→2年。1月21日生まれ。身長183cm、体重74kg、A型。
努力の甲斐なく幼いころから剣術で兄に敵わなかったことから、中学2年で剣道を止めグレてしまっていた。しかし心の底では兄を尊敬しており、不良に絡まれ兄の竹刀を川に放り込まれてしまった際には、夜な夜な川に浸かって竹刀を探していた。この一件以来兄とは和解した。以後は振蔵と同じく古風な言い回しを好んで使うようになり、振蔵を「兄上」と呼んで慕っている。女子に人気があるらしく、バレンタインの日にはチョコをたくさん貰ってくる。同級生のキリとは当初は侍と忍者という間柄か仲が悪かったが、お互いに尊敬する相手がいる似た者同士であることと、お互いが尊敬する人間を騙している不良たちを一緒に退治したことでお互いを認めるようになり仲良くなった。
286話で生徒会執行部に入ったと思われるシーンがある。
アニメ版では、モモカのファンであるという設定が追加されている。さらに不良に絡まれた女子を助けたお礼にとデートに誘われている描写があるが、本人は兄とは違い余り異性に興味が無い模様。
五十嵐 清二（いがらし せいじ）
声 - 真仲恵吾 / 浅沼晋太郎
スケット団に依頼に訪れた男子生徒。2年→3-C所属。4月11日生まれ。身長176cm、体重60kg、A型。好きなもの：レスボールのギター。嫌いなもの：J‐POP
カイメイ・ロックフェスティバル出場にあたって、バンドのベーシストを探していたところ、スケット団部室から流れるベース音を耳にし、演奏していたボッスンに参加を依頼する。しかし、本番直前になって腕を骨折し、出場辞退となった。本人はギタリストであった。その後、再びスケット団の元を訪れ、意中の女子・トモコ（声 - 金田アキ）が参加する合コンにボッスンとスイッチを誘うが、合コン開始直後にカップル成立となり、そのまま去っていってしまった。
杉崎 綾乃（すぎさき あやの）
声 - 沼倉愛美
全国的に有名な女子高生ヴァイオリニスト。大人しくて引っ込み思案な性格。11月13日生まれ。身長161cm、体重45kg、A型。好きなもの：バイオリン、うさぎ。嫌いなもの：ヘビ。
カイメイ・ロックフェスティバル出場のためベースの練習をしていたボッスンと知り合い、交遊を深める。ヴァイオリンは幼いころから習っており、天才と称されてメディアに取り上げられることも多い。さらなるステップアップのためドイツへ留学することを考えているが、自分の実力に自信が持てず立ち止まっていたところ、彼女の背中を押すためにロックフェスに出場したスケット団の演奏を聞き勇気をもらい、晴れやかにドイツへと旅立っていった。
クエッチョン
声 - 喜多村英梨
クイズ研究部所属の女子生徒。2年→3年。9月21日生まれ。身長162cm、体重45kg、B型。好きなもの：謎（クエッチョン）。嫌いなもの：ウジウジした男。
仮面とボンデージ衣装に身を包み、常にエニグマン（大門）に付き従っている彼の助手。エニグマン以上の「ドN」である。クエッチョンとしての部活動時は極めて従順な性格をしており、エニグマンに思いを寄せられるようになる。彼同様仮面は外した時の素顔はとても美人だが、性格はサディステックで毒舌な嫌な女になる（いわゆる「性格ブス」）。正体を明かした以降は大門の告白を一蹴し邪険に扱っているが、内心では満更でもないらしく、2月12日（バレンタインの二日前）に日頃のお礼として大門にエニグマンを象った手作りチョコを渡している。大門と異なり、現時点での彼女の本名は不明である。
安田 沙織（やすだ さおり）
声 - 三宅麻理恵
放送部所属。2年→3年。2月22日生まれ。身長162cm、体重47kg、B型。好きなもの：校内イベント。嫌いなもの：グリンピース。宮埜中学出身。
放送作品コンクールに出品するドキュメンタリー作品を制作するため、八木とともにスケット団の元を訪れ、「ガラス男事件」の捜査を依頼し、その様子を密着取材する。実は「ガラス男事件」の黒幕で、高島が自分が想いを寄せていた平泉 英一（ひらいずみ えいいち / 声 - 島﨑信長）と付き合っていることを妬み、過去をネタに彼女を犯人に仕立て上げ、取材を通して完成した作品で彼女の汚名を広めようとしていた。事件を解決したスケット団に一喝され、反省し、その後高島と和解した。
高島 早希子（たかしま さきこ）
声 - 津田美波
野球部のマネージャー。2-F→3年。8月29日生まれ。身長158cm、体重49kg、O型。好きなもの：高校野球。嫌いなもの：高校サッカー。宮埜中学出身。
「ガラス男事件」の犯人で、安田の中学時代の同級生。安田が想いを寄せていた平泉と付き合っていることから疎まれ、過去の太っていたころの自分の写真をネタに犯行を強要されていた。中学時代にも安田と同じ男子に想いを寄せており、当時安田の宛てたラブレターを処分し自分のものと摩り替えてしまったことからも、安田の恨みを買っていた。事件後、和解する。
垣内 仁（かきうち じん）
声 - 宮下栄治 / 興津和幸
男子生徒。1-C→2年。5月5日生まれ。身長168cm、体重58kg、O型。好きなもの：ゲーセン。嫌いなもの：館川高校のヤンキー。
不良に絡まれていたところをヒメコに助けられ、彼女に一目惚れした。その後、ヒメコにしつこく付きまとい求愛するが、ヒメコの眼中にはなく疎んじられている。その余りのしつこさに、ボッスンとヒメコが偽のデートに出掛けなければならなかったほどである。2人が本当は付き合っているのではないかと訝しみ部室を訪れる。2人の夫婦のようなやり取りを前に自分の入り込む隙がないことを目の当たりにしたのと、スイッチから諭されたことで一先ずのところは諦めたようである。思い込みで物を言うタイプ。
秋奈（あきな）
声 - 寿美菜子
キャプテンの親友。2-B→転校。7月11日生まれ。身長154cm、体重42kg、A型。
キャプテンが2年生になって最初に出来た友人である。キャプテンとは性格も部活も違うが、昼食の後、彼女にドロップをあげたことがきっかけで仲良くなった。その後も昼食を一緒に取り、ドロップを1つずつ食べることが日課となっていたが、想いを寄せていたクラスメイトの三郷（みさと / 声 - 小野友樹）と親しく話す彼女のことを誤解し、また大切にしていたドロップを勝手に他人にあげたことに腹を立て、仲違いしてしまった。その後1か月に渡り絶縁状態にあったが、スケット団の計らいもあり、急遽転校する当日になって仲直りを果たした。
一 長太郎（でかた ちょうたろう）
刑事（デカ）部部員。愛称は「デカチョウ」。2-G（出席番号7番）→3年。2月14日生まれ。身長174cm、体重63kg、O型。好きなもの：高校野球。嫌いなもの：生徒会執行部。
子供のころに見た刑事物のドラマに憧れて刑事になりきっている痛い刑事マニア。業界用語を駆使しながら会話したり、話が必要以上にくどかったりする。また、本人曰く「一度見たヤツの顔は死んでも忘れない」らしいが、実はかなり忘れっぽい。実際に事件を解決したことは無いが、彼の人情味溢れる人柄を慕って相談に訪れる生徒は多い。刑事物っぽい依頼をこなしているスケット団を羨んでいる一方、いつも自らに先んじて事件を解決してしまう生徒会のことを敵対視しており、椿の動向を探って弱みを握り生徒会を陥れようとしていた。
部下には、東北弁とリンゴ型のシニョンヘアが特徴の「アップル」こと三井 林檎（みつい りんご）という部員がいる。
堀井 佳奈子（ほりい かなこ）
声 - 鹿野優以
女子バレーボール部所属。キャプテンやサーヤのクラスメイト。愛称は「ホリィ」。2-B→3年。6月27日生まれ。身長171cm、体重54kg、B型。好きなもの：バレーボール。嫌いなもの：愚痴。
サーヤに負けず劣らずのツン属性の女生徒（サーヤとともに「2-Bの2大ツン」と呼ばれる）で、サーヤが大縄跳びのクラス練習で上手く跳べなかった時には邪険な態度を取り、彼女と喧嘩してしまう。その後の大縄跳び大会本番では、強気な態度を取っていたにもかかわらず縄に引っ掛かってしまうが、サーヤのとっさの機転により恥をかかずに済んだ。これを機にサーヤとは仲を深め、修学旅行では一緒にスキーを楽しんでいた。
萩原 緑（はぎわら みどり）
模型部所属。お下げの髪型が特徴の女子生徒。1-B→2年。10月27日生まれ。身長157cm、体重43kg、A型。
兵隊のフィギュアを紛失し、スケット団に協力を頼んだ。スケット団にフィギュアの修正を頼まれた時は、ガレージキット専門の人形 創作（ひとかた そうさく）を紹介した。
真賀田 道則（まがた みちのり）
声 - 石田彰
男子漫画研究部副部長。愛称は「マガーファンクル」。風貌は、坊主頭にメガネを掛けている。3月24日生まれ。身長162cm、体重49kg、B型。好きなもの：映画、松葉のラーメン。嫌いなもの：肉。
たびたび女子漫研の部室に現れては、部員にちょっかいを出したり嫌味を言ったりする問題児である。男子漫画研究部部長の「サイノン」こと犀川 望（さいかわ のぞむ）（声 - 武田幸史）と、「サイノン&マガーファンクル」というコンビを組んで少年漫画家を目指しているが、マンガの評論や漫画論を語ることに勤しむばかりで一度も投稿したことはない。ロマンの漫画を古臭いと罵倒したが、彼女との漫画対決で本人が描いた漫画もセンスが古くダサいものであった。対決を通して、ロマンとはライバルとして友情を深めたようである。
心の中で思っていることをナレーション風味に外に出したり、周囲をスクリーントーンで真っ暗にしたりするなど、ロマン同様に舞台荒らしの漫画的技能を持っている。
サイノンと遊んでいた時、学園の石碑を壊してしまったことがある（後に丹生グループが作り直した）。
森野 輝明（もりの てるあき）
美術部所属。優しく繊細な性格をしている。1-D→2年。11月8日生まれ。身長164cm、体重52kg、AB型。好きなもの：絵画、自然。嫌いなもの：人ゴミ。
フミちゃんとは中学時代からの同級生で、同じ美術部に所属していた。絵がとても上手で絵を描くことを何よりも愛しており、それが自分の唯一の取り柄だと考えている。高校入学後早速美術部に入部するが、彼の才能に嫉妬した先輩の草部に自分の絵を破られ、心に大きな傷を受ける。そのショックで絵が描けなくなってしまい、自分の唯一の取り柄を失ったこと、また、あまり社交的なタイプではなくクラスでも孤立気味だったことも相まって、劣等感から引きこもりとなってしまう。
彼を誰よりも心配していたフミちゃんの依頼により、スケット団（とその友人たち）からの励ましを受け立ち直り、その後は無事に学校に登校できるようになった。加藤や震平と同じクラスであり、彼らがメインの話の際に登場している。
市川 彩子（いちかわ あやこ）
ロングヘアの女子生徒。3-C所属で、ボッスンたちのクラスメイト。1月7日生まれ。身長155cm、体重43kg、A型。
妹の典子のために、スケット団とその場にいたポケット団に「通い猫探し」を依頼した。
市川 典子（いちかわ のりこ）
彩子の妹。1年生。12月23日生まれ。身長142cm、体重37kg、B型。
家にやってきた猫のモーを飼い、モーを通して同じ開盟学園に通う2-Dの栗本 康治（くりもと やすはる）と一度も顔を会わさずに文通していた。
モーが行方不明になり、困っていたのを聞いた彩子がスケット団とポケット団に依頼した。それぞれの捜査により、ポケット団がモーを、スケット団がモーの子供とヤスハルを見つけたことで解決した。解決後はヤスハルと共に、仔猫を引き取ってくれる人を探した。
宇賀神 牙王（うがじん がおう）
額の傷が特徴の男子生徒。男子漫画研究部所属。ロマンと同じく、漫画の感情を実現させることが出来る。1-B所属。6月13日生まれ。身長198cm、体重109kg、A型。
男気溢れる外見とは裏腹に恥ずかしがり屋で優しい性格。「左様（はい）」「笑止（いいえ）」「無論（その通り）」など、二字熟語で話す。漫画も上手い。
友達を作るためにポケット団に依頼しに行くが、タクトたちが牙王のことを解析出来ず、スケット団に押し付ける形でやってきた。スケット団の助言やルミの記事のおかげで友達が出来、1-Bで二字熟語が流行った。
鯉沼 久（こいぬま ひさし）
安形紗綾ファンクラブ（通称・AGT38）の会長。2-D所属。5月15日生まれ。身長171cm、体重59kg、A型。好きなもの：サーヤ、平和、強調。嫌いなもの：暴力、陰湿。
ファンクラブの会員と共にサーヤにしつこく付きまとっている。「暴力と陰湿は嫌い」と言っているが、サーヤが好意を持っている人物に対しては嫌がらせをする。
スケット団にサーヤが恋している相手を突きとめることを依頼し、その相手がボッスンだと発覚した後はボッスンに嫌がらせをした。
日高 飛鳥（ひだか あすか）
飛行研究部所属。3-A所属。2月29日生まれ。身長167cm、体重55kg、B型。好きなもの：飛行機。嫌いなもの：車。
子供のころから空を飛ぶことに憧れており、それを叶えるために人力飛行機を作って空を飛ぶことを夢見ていた。当初部の設立時には他に3人部員がいたが、活動が思うように進まないことからすぐに飽き、彼の夢を実現できないと笑って皆幽霊部員になり彼一人だけとなった。それからは顧問の竹内先生と二人で人力飛行機を製作している。
自身の夢に熱中する余り周囲から孤立しクラスでも浮いていたが、只一人自分の夢を理解してくれた担任の竹内先生が学園を退任するため、その前に先生に人力飛行機で飛ぶ姿を見せようとスケット団に協力を依頼する。スケット団の協力で人力飛行機を完成させ、最後に竹内先生にその飛行機で飛ぶ姿を見せることに成功した。
中谷（なかたに）
2-A→3-A所属の女子生徒。姿は登場したことがないが、ボッスン以外は知っている模様（廊下でヒメコと会話しているシーンではヒメコのフキダシで顔が隠れている）。ヒメコの世間話でちょくちょく話題に上げられる人物。通称「A組の中谷さん」。
趣味は献血。人格が大人っぽくその上、彼氏がいる。ダイエットで5キロ痩せたらしく、ヒメコからは「努力の人」と賞賛されている。好きなものは魚。ネコを4匹飼っている。スケット団に差し入れを持って来ている。作中では姿が描写されておらず、スイッチのパソコンのデータベースに登録されているが、画像が消えて名前の部分が文字化けして読めなくなっており、まさに謎の人物となっている。

## 教師・学校の関係者
中馬 鉄治（ちゅうま てつじ）
スケット団を参照。
おねえさん / 美空 レミ（みそら レミ）
声 - 丹下桜
2-C→3-C副担任の新米日本史教師。28歳。4月5日生まれ。身長155cm、体重48kg、AB型。好きなもの：子供、歌と踊り。嫌いなもの：早口言葉。
教師になる前は教育番組『おかあさんもいっしょ?』の「歌のお姉さん」をしていた経験があり、周囲の生徒からも「おねえさん」の愛称で親しまれている。自分と弟・慎の弁当を作っているが、時々おかずと御飯を間違える。人を惹きつける魅力を持ち、生徒や子供たちから人気を集めている。性格は優しく温和であるが、かなりの熱血かつハイテンションな性格かつ、超人的なドジであり、本人もそのことを気にしている。よく話す言葉を間違える（言い間違いがあまりに多いため、時折ボッスンが通訳をすることも多い）。
ドジな自分にも親身になってくれるチュウさんに好意を寄せており、スケット団と「強制惚れ薬マジホレール」の力を借りて両想いになれるように仕向けるが直前になって思い直し、チュウさんへの自分の強い想いを再確認する。その後、真意を知ったチュウさんからプロポーズを受けるが、「いきなり結婚は無理」と至極当然の理由でプロポーズは断ったが結婚を前提に交際を始めることになった。後に2回目のプロポーズを受け快諾する。その後チュウさんと共に（なぜかボッスン同伴で）実家に挨拶に行き、一度は反対されたが、スズの説得により結婚を許された。普段は中馬先生と呼んでいるが、両親への挨拶後に中馬家の墓前で一度だけ「鉄治さん」と呼んだ。その後チュウさんと入籍し、3Cの生徒たちが作った手作りの結婚式で挙式した。ボッスンたちが卒業した数年後にチュウさんとの間に子供を授かる。
理事長
開盟学園の理事長。目元に装着したバイザーと豊かな口ひげが特徴の老人。1935年1月3日生まれ。身長171cm、体重57kg、B型。
バイザーは生まれてすぐ、父親（父もバイザーをつけている）に付けられたものであり、生まれてから現在まで付け続けている。
部室棟を焼失させたスケット団を懲罰委員会にかけて退学処分を言い渡すが、スケット団の仲間らの訴えを前に翻意する。そればかりか一転して全焼した部室を再建してやると言い渡し、「優しいおじいさん」としての顔を見せた。
スケット団の部室再建の際には、彼らにかつての自身らと同様、学内のヒーローとして活躍してほしいという「夢」を託し、自費を投じて特注ヒーロースーツや秘密基地などを勝手に設備したが、センスの古さ、使い勝手の無さなどから彼らに困惑された。
実は自身も高校時代に「お助け組」なる組織を結成し、スケット団と同じような活動をしていた（メンバーには発明家･秀一（しゅういち）、スケ番･梅子（うめこ）がおり、自身は「サイクロプス」とあだ名されていた）。梅子に好意を持っているが、よく喧嘩して梅子にボコボコにされていた。現在は梅子と結婚しており、彼女には「サイク」の略称で呼ばれている。スケット団と生徒会の世代交代が行われたのと同時期に体調を崩し退任する。厳しい校則で学校を変えようとする息子のことをボッスンに詫びた。
唐松 源三郎（からまつ げんざぶろう）
声 - 緒方賢一
開盟学園の校長。「うひゃひゃひゃ」という笑い声が特徴的な明朗快活な人物。10月19日生まれ。身長165cm、体重88kg、A型。好きなもの：ロックンロール。嫌いなもの：巨人。
吉彦とその妹の結衣の2人の孫がおり、スケット団には孫の世話や『笑点』のメロディーを使った新しい校歌の作詞作りなどたびたび依頼に訪れている。懲罰委員会では「02」を演じている。
山野辺 邦夫（やまのべ くにお）
声 - 金野潤 / 檜山修之
地理教師。9月13日生まれ。身長168cm、体重61kg、A型。好きなもの：黄老師の教え。嫌いなもの：寒色系のテイル。
中国に住んでいた幼少期に、黄老師なる人物から「ジェネシス」という胡散臭いスポーツや「ヒュペリオン」という謎のゲームなどを習っていたことがあり、本人はそのプレイヤー。これらの「クソゲー」を広めるために、しばしばスケット団のもとを訪れてプレイを強要させていたが、第240話で3人の部員（桜井優、溝口英樹、犬塚清志。いずれも1年生）を揃え念願の「クリエイティブ･ソウル･ゲーム部」（略称クソゲー部）を創設することができた。スケット団がファルケンに熱中して部室を燃やしてしまい懲罰委員会にかけられた際にはちゃっかりと退学反対側にいるなど調子がいい一面を見せている。
Jソン先生 / 孫 純一（そん じゅんいち）
声 - 小杉十郎太
2-B担任の工芸教師。8月13日生まれ。身長203cm、体重98kg、B型。好きなもの：お笑い番組。嫌いなもの：怪談。
ホッケーマスクを被ったように色白な顔立ちと、シンメトリーに並ぶホクロや極度の奥目など、殺人鬼ジェイソンに酷似した強面の風貌をしているが、外見とは裏腹にその性格は至って気弱かつ控えめで（スイッチ曰く「ガラスのハートの持ち主」）、生徒からは「Jソン先生」と呼ばれ親しまれている。お見合いを繰り返しているが、緊張の余り怪行動に走ってしまい毎回失敗しており、スケット団にたびたび助けを求めてくる。語尾に「…ソン」を付けるのが口癖。特技は声帯模写で、チェーンソーの音や「キュ、キュ」というホラー映画の効果音のような音を出せる。
『赤マルジャンプ』読切版ではジェイソン先生名義で二コマだけ顔を見せる（いずれもボッスンの回想）。連載版とは異なり数学教師という設定。
金城（かねぎ）
声 - 坂口候一
英語教師。ソフトボール部顧問。1月15日生まれ。身長175cm、体重59kg、A型。
英語の混ざった喋り方をする。ボールの投げ方が下手で、ソフトボール部の女子部員に「死ぬほど笑える」と言われるほど。チュウさんが作った爆薬をソフトボールと間違えて投げてしまい、体育倉庫全壊と共に自らも負傷した。
伊藤（いとう）
2-D担任。12月8日生まれ。O型。
カツラであることを城ヶ崎のいたずらでバラされてしまい深く傷つくが、主犯である城ヶ崎を許し優しく接するなど、心優しい性格の持ち主。
城ヶ崎含む生徒から誕生日祝いを受けるなど生徒からは慕われている。
チュウさんに毛生え薬を依頼したことがある。
吉村（よしむら）
声 - 川島得愛
2-E担任の日本史教師。放送部顧問。4月25日生まれ。身長174cm、体重62kg、B型。
カンニングDVD事件の犯人であり、カンニングDVDを生徒に売りつけようとした。事件の際、八木ちゃんがDVDを持って行ったため、彼女の弱みを利用して口封じをしたがスケット団によって罪を暴かれた。元々は善良な教師だったがある日突然すべてがバカらしくなり、価値観がひっくり返ったらしい。事件の後、八木ちゃんに「真面目になり過ぎるな」と忠告をし、学園を去った。
毛塚（けづか）
声 - 西村知道
漫画研究部顧問。11月3日生まれ。身長171cm、体重74kg、A型。
手塚治虫のような風貌をしているが、日焼けサロン通いが趣味で肌は真っ黒に日焼けしている。いがみ合うロマンと真賀田に漫画対決を提案する。
轡 大二郎（くつわ だいじろう）
声 - 江川央生
3学期に赴任してきた1年担当の現代国語教師。元森郷中学の教師。8月7日生まれ。身長183cm、体重82kg、B型。好きなもの：言うことを聞かない生徒。嫌いなもの：正義。
キリの中学時代の担任であり、キリと木原をクラスから孤立させた張本人。冷酷でサディスティックな性格をしたモンスターティーチャーで、「教師至上主義」を掲げていじめを先導し、高圧的な言動で今まで何人もの生徒を傷つけてきた。
森郷中学にいたころ、クラスでいじめに遭っていた木原に「やられる奴が悪い」などの暴言を吐き、木原を転校に追い詰めた。さらに、そのことに抗議したキリをクラスから孤立させるように扇動し、クラスの生徒に仕向けた。
キリが卒業した後も中学で問題を起こし、開盟学園の権力者である親戚のコネで1月という時季外れの季節、強引に学園に赴任してきた。赴任初日、ヒメコに鬼姫としての過去をなじるような暴言を吐き、それが原因でキリに拉致され動画投稿サイトで公開断罪されそうになる。椿たちの説得によりキリが改心したことで断罪は免れるが結局最後まで自分の非を認めようとせず、キリとヒメコを侮辱したため激昂したボッスンに殴り倒される。その後学園を辞職し、姿を消した。
鮫渕（さめぶち）
3-Fの担任。8月23日生まれ。身長187cm、体重92kg、O型。
ヤクザのような顔をした熱血教師。熱血な指導で、不良だらけの3-Fの生徒全員を良い子へと改心させた。
佐藤 雅之（さとう まさゆき）
教育実習生。21歳。担当科目は現代文。11月29日生まれ。身長185cm、体重64kg、A型。好きなもの：落語。嫌いなもの：ルール違反。
開盟学園の卒業生で、チュウさんの元教え子。開盟学園在学中は落語研究会の部長をつとめていた。大学でも落語研究会に所属し、プロからもスカウトがくるほどの落語の腕前を誇る。本来は気さくな性格でチュウさんからも「面白い奴」と言われるほどだが、本来生真面目な性格であり、さらに両親ともに生真面目な教師であったため「教師はこうあるべき」という思い込みが強く、冗談一つ言わない堅苦しい授業を行った。しかし、最後の授業ではボッスンら3-Cの生徒たちの勧めで得意の落語を生かした授業を行い（授業で使用した「走れメロス」を題材にして即興で落語を披露した）、初めて生徒たちに笑顔を見せることが出来た。教師になるか落語家になるか迷っていたが、最終的に教師になることを決断した。3-Cが企画したチュウさんとおねえさんの結婚式にも出席した。
ハリー先生 / 針生・ドウェイガー（はりう・ドヴェイガー）
2年の英語教師。通称「ハリー先生」。11月19日生まれ。身長175cm、体重63kg、AB型。好きなもの：ハリウッド、洋物ドラマ。嫌いなもの：マシュマロ。
ハリウッド映画の登場人物のようなテンションの高い性格。学生時代演劇をやっており、映画俳優を目指していたことがある。また、かなりの映画通でもある。気持ちがあふれるとペンを走らせるという癖がある。
同僚の英語教師・エリカ先生に好意を抱いており、そのことを記した紙を挟んだ本を彼女に貸してしまったため、スケット団にその紙を取り戻すのに協力してほしいと依頼しにくる。
エリカ
英語教師。7月20日生まれ。身長164cm、体重51kg、AB型。好きなもの：スパイ映画。嫌いなもの：和菓子。
ハリー先生と同じくかなりの映画通の模様。勘が鋭い面があり、ハリー先生が書いた紙を自分の書いた紙とすり替えた。
竹内（たけうち）
飛行研究部顧問。10月23日生まれ。身長169cm、体重74kg、O型。好きなもの：一生懸命な生徒。嫌いなもの：諦めること。
飛鳥の担任であり、彼の空を飛ぶという夢の理解者でもある。今年定年であるが、体調を崩しており、一足早く退任することが決まっていた。鉄工所を営む教え子がいる。退任し学園からの去り際に、飛鳥がスケット団の協力もあって完成した人力飛行機で飛びながら自分に分かれを告げる姿を見て、涙を流しながら喜んだ。
一丸 龍成（いちまる りゅうせい）
スケット団と生徒会の世代交代が行われたのと同時期に就任した新理事長。元自衛官で前任の理事長であるサイクロプスと梅子の息子。「学園改造計画」を推進し自分に背くものは即退学（クビ）だと宣言するなど恐ろしげな雰囲気を醸し出している。
就任の挨拶の場でこれまでの開盟の方針を覆す教育方針を発表し、説得に訪れたボッスンの意見にも耳を傾けない傲慢な態度で応じた。しかし、実際は自分の子供である友貴がいじめを受け喋らなくなったことから、そんな個性を持つ生徒たちが安心して勉強できるような学校にしようと考えていた。ボッスンたち3-Cが学園祭で友貴を喋らせることが出来たら「学園改造計画」を見直すという条件を提案し、彼らと勝負をすることになる。そして学園祭でボッスンが友貴の秘密を見抜いたことや友貴から今のままの開盟に行きたいと告げられたことで「学園改造計画」を見直すと約束する。
吉村（よしむら）
声 - 松尾大亮
10年以上、開盟学園で校務員を務める中年の男性。5月9日生まれ。身長170cm、体重64kg、A型。
スケット団とは親しく、倉庫の修理の手伝いや雪かきを依頼している。受験ノイローゼで飛び降り自殺しようとし重傷を負った男子生徒を救えなかった過去を持ち、生徒に危険なことをさせないように学園の七不思議を作った。前述のカンニングDVD事件の吉村と名字が同じだが関係性はない。

## 主要人物の家族
藤崎 茜（ふじさき あかね）
声 - 渡辺明乃
ボッスンの義母。
職業、ファッションデザイナー。
誕生日1月23日。
身長163cm
体重51kg
血液型B型。
好きなもの:ゲーム。
嫌いなもの:虫。
サバサバとした性格で、ボッスンのクラスメイトからは「おしゃれでかっこいいお母さん」と評判である。デリカシーのないところがボッスンにそっくりである。
ボッスンと椿の実の両親である亮輔と波瑠とは高校時代からの親友であり亮輔には密かに淡い想いを寄せていたものの、波瑠と結ばれた時は結婚を心から祝福していた。しかし1992年11月11日、陣痛を起こした波瑠を自動車で病院まで送る途中、自らの運転ミスと対向車（椿医師）の居眠り運転から衝突事故を起こし（アニメ版の描写では椿医師は妻と会話をしており居眠り運転はしておらず、左車線の路上駐車を避ける運転と涙ぐんだ目を拭う茜の運転に巻き込まれた）、波瑠の死の遠因をつくる。同日に父、亮輔も別件で事故死したことで残された赤ん坊であったボッスンを引き取り、15歳の誕生日に真実を告げるまで女手ひとつでボッスンを育て上げる。ボッスンを引き取ったことについて罪の意識からではなく、親友の子供への純粋な愛情からだと告白している。男運がなく過去に一度結婚をし、娘・瑠海を授かったがすぐに離婚している。存在を知らなかった椿についても、すぐに実の息子のように受け入れ温かく見守っている。
かなりのヘビーゲーマーでありボッスンが買ってきたゲームを先にクリアしてしまったり、「モンファン」に嵌って最強装備の剣士を育て上げていたりする。
藤崎 瑠海（ふじさき るみ）
声 - 柏木由紀（AKB48）
ボッスンの義妹
茜の実子
中学3年生→開盟学園1-D。
誕生日9月28日
身長152cm
体重41kg
血液型B型
好きなもの:ャンボシュークリーム
嫌いなもの:虫
ウェーブの掛かったセミロングの髪が特徴。容姿や性格は、母親の茜に似ている点が多い。
また、名前の「瑠」の字は母の親友であった波瑠にちなんで付けられている。
甘いものに目がなく兄を奴隷と称して使い走りにするなどわがままな性格だが、自身の出生を知ったボッスンが家出した折には一日中街中を探し回ったり、ボッスンにチョコを渡すなど、内心では兄のことを慕っている。
内弁慶な性格で、学校などでは恥ずかしがり屋な一面を見せているがスイッチへの態度は変わらないことから「内」扱いしている模様。
ボッスンと血縁関係は無いものの、テンパった時の表情などは椿曰くそっくりとのことである。
ヒメコやスイッチとも仲が良く、兄とヒメコとの関係を気に掛けている。スイッチとは呼び捨てする間柄でメル友の関係であり、文化祭でも親しげに会話を交している。
後に開盟学園に進学し、新聞部に入部する。入部早々、「ルミが見る」というコーナーを担当するようになり、彼女がスクープした生徒は他の生徒の注目の的になった。
ボッスン曰く「根っからの文化系」で運動は苦手らしい。
アニメ3期OPでは声を担当している柏木の好物であるバナナマヨパンを食べるシーンがあり、ボッスンがそれに引いている。
桐島 亮輔（きりしま りょうすけ）
声 - 吉野裕行
ボッスンと椿の実父。
ボッスンとそっくりの容姿、性格をしている（アニメ版では声もボッスンと同じく吉野裕行が務めている）。波瑠から「リョウちゃん」と呼ばれていた。
誕生日4月9日
身長172cm
体重62kg
血液型B型
好きなもの:カン節マン
嫌いなもの:ギャンブル
生まれてすぐに「ひだまり園」という児童養護施設の前に置き去りにされ、波瑠や同じ境遇の子供たちと共に育つ。自分の生い立ちについて「色々な人の支えがあったからこそ今の自分がある」と考えており、そのため自分も困っている人を助けられる人間になりたいという強い思いを抱いている（名前の「亮」も「輔」も助けるという意味の漢字である）。高校時代に茜と知り合い、その後波瑠と結婚し、子供を授かる。
しかし1992年11月11日、波瑠の出産に立ち会うために病院に向う途中、自動車に轢かれそうだった子供（三島泰介）を庇って交通事故に遭い、亡くなる。亡くなる直前に生まれてくる息子たちへ向けて「人を助けられる人間になれ」という思いを手紙にしたためており、この思いは15歳の誕生日に真実を知ったボッスンに受け継がれ、現在の彼の行動理念やスケット団の活動に繋がっている。
桐島 波瑠（きりしま はる）
声 - 浅野真澄
亮輔の妻
ボッスンと椿の実母。
ぱっちりとした眼で、
椿同様に下睫毛が長い。
誕生日11月11日
身長158cm
体重46kg
血液型A型
好きなもの:猫
嫌いなもの:タバコ
2歳の時に事故で両親を亡くし、亮輔と同じく「ひだまり園」で育つ。高校時代に茜と知り合い、その後亮輔と結婚し、子供を授かる。
しかし1992年11月11日陣痛が始まり、茜に病院に送ってもらう途中で交通事故に遭いボッスンと椿を生んだ後に亡くなる。亡くなる直前に、出産に立ち会った「つばき医院」の椿医師に双子の名前を伝え、亮輔亡き後、2人を無理して育てようとするであろう茜を助けてほしいと懇願した。
椿医師
声 - 家中宏
椿の義父
「つばき医院」の院長。
誕生日3月13日
身長178cm
体重78kg
血液型O型
1992年11月11日、自身の居眠り運転（アニメでは茜の運転ミス）と対向車（茜）の運転ミスが重なり、波瑠を乗せたアカネの車と衝突し、波瑠の死因のひとつを作る。医師であったことから自身の病院にハルを運び、そのまま波瑠の出産と手術に立ち合い、無事に双子の兄弟（ボッスンと椿）を取り上げる。しかし、波瑠を救うことは叶わずその責任を感じる中で、波瑠から赤ん坊を育てようとする茜を助けてやってほしいと頼まれたこと、父から跡継ぎである孫を望まれながらも自分たち夫婦が子供を授かることがなかったことなど、様々な事情が交錯し、兄弟の一人を自分で引き取り育てようという決断をする。兄弟を引き離してしまった自身の過ちを認識しながらも、募る愛情から赤ん坊（現在の椿）を手放すことができず、椿の17歳の誕生日前日に真実を告げるまで長年負い目を感じてきた。翌日にはボッスンの元を訪れ、彼が椿と双子であるとの真実を伝える。自身の罪を告白した後、どんな罰でも受け入れると申し出るが、ボッスンから咎められることはなく、逆に「椿を見ていればあなたがどれだけ愛情を持って育てたか分かる」と告げられ、心の整理がついたようである。
椿医師の妻
声 - 石川静
椿の義母。
「つばき医院」の看護師。
誕生日2月4日
身長156cm
体重42kg
血液型O型
夫と共に波瑠の出産と手術に立ち会った。当時、自分たち夫婦に子供ができないことを悩んでいた。椿医師によるとボッスンに会いたがっている模様。
椿医師の父
声 - 宇垣秀成
椿医師の父親で椿の義理の祖父。「つばき医院」の元院長。当時は病院の跡取りである孫を望んでおり、子供ができない椿医師に度々苦言を呈していた。現在での椿医師や椿との関係は不明。
ヒメコの母
声 - 久川綾
典型的な関西人。
ヒメコから「おかん」と呼ばれている。
誕生日1月19日
身長164cm
体重49kg
血液型B型
容姿はチュウさんの成長薬を飲んだ時のヒメコに似ており、ボッスンとスイッチからは「若い」と評された。
チャキチャキとした性格をしており、鬼塚家を訪れたボッスンとスイッチに甲斐甲斐しく世話を焼くが、怒るとヒメコでも逆らえないほど怖く、過去に夫（声 - 遊佐浩二）をアイスホッケーのスティックでしばき倒して以来、親戚からは「伝説の鬼嫁」と呼ばれ恐れられている。作中でも、家に集まったものの試験勉強の捗らない3人に対して大説教をかまし、鬼の形相の仁王立ちで夜通し彼らの勉強を監視した。
笛吹 正文（うすい まさふみ）
声 - 柿原徹也（子供時代 - 水原薫）
スイッチの弟。
学年は1つ下（初登場時は中学3年生）。
愛称は兄と同様「スイッチ」。
3月23日生まれ。
身長162cm、
体重51kg、
B型。
好きなもの:パソコン、理数関係
嫌いなもの:オカルト。
短髪の丸顔に角渕眼鏡と現在のスイッチの風貌と同じである。兄と同様、沙羽とは幼いころからの幼馴染である。開盟学園を受験しようとしていたが兄からは「もっと上のレベルを狙えるだろ」と言われるほど勉強が出来た。
音声合成ソフトの開発者であり、兄以上にパソコン技術や科学的分野種々の雑学に精通し天才ぶりを発揮している。そのことで和義が想いを寄せる沙羽からも構われることが多く、和義から嫉妬心を抱かれていた。
中学3年生（2008年）の初夏当時ストーカー被害に困っていた沙羽の護衛として外出した折、和義の嫉妬心からの下らない嘘を原因として沙羽の友人である雪乃に沙羽を庇う形で刺されてしまい亡くなる。享年14。その死は和義や沙羽の心に影を落とし、現在のスイッチに深く影響を及ぼしている。
アニメ版では沙羽が誰に想いを寄せているのかを理解している様子が描写されている。
中馬 錫（ちゅうま すず）
声 - 小倉唯
チュウさんの一人娘。
愛称及び一人称は「スズ」。
誕生日7月1日生まれ。
身長120cm、
体重23kg、
血液型B型。
好きなもの:科学。
嫌いなもの:社会科。
元気でハツラツとした性格の可愛い女の子。母親が死別したため、父親と2人で暮らしている。レミのことを気に入っており、父親とレミを結婚させるために「強制惚れ薬マジホレール」を父親に飲ませようと計画した。その際に「化学の力で解決できる事柄ならその効果を利用するべき」と、父親ゆずりの価値観を垣間見せた。
幼い割にしっかりとした面があり、レミの父親を助けたり、レミの両親に説得し、チュウさんたちを助けた。
丹生 林太郎（うにゅう りんたろう）
声 - 江原正士
ミモリンの父であり、丹生グループの社長。
何事も最後までやり尽くす性格であり、一台のミニカーのために食玩会社の社長に注文したり、金型を作り直させるなどの行動でボッスンたちを驚かした。
メルセデスのミニカーや本物の車をコレクションしている。
美空夫妻
レミと慎の両親。
母親はメガネをかけている。
両親ともレミ以上のドジな性格であり、そのことを自覚している。
特に父親は母親以上のドジであり、シャツを裏返しに着たり、新聞を逆さまに読んでいる。
娘のレミを溺愛しており、彼女が勤めていた「おかあさんもいっしょ?」のTシャツをよく着用している。
当初はチュウさんとレミの結婚を許さなかったが、スズの活躍により二人の結婚を許した。
美空 慎（みそら しん）
レミの弟。24歳。
美空家で唯一まともな人物。よく姉のレミのミスで弁当を間違えられる。
チュウさんたちがレミの両親に挨拶する日、二人を心配してやって来たスズを家にあがらせた。
アウトドア好きであり、3年次のゴールデンウィークはボッスンたち（ボッスン、スイッチ、振蔵、ダンテ）と一緒にキャンプする予定だった（レミが車をぶつけてしまったため中止になった）。
加藤 五左衛門（かとう ござえもん）
キリの父。
キリと同じく忍者の末裔で、自宅で「加藤NINJAスクール」を開いている。忍者としては一流だが、近所の子供たちを忍者に育てようと修行に誘ったところ、何度か警察に通報されたこともあるなど問題行動が多いため、キリの悩みの種でもある。自宅に遊びに来たボッスンと椿を強引に忍者修行をさせたこともある。
一丸 友貴（いちまる ゆうき）
一丸新理事長の子供で、サイクロプスと梅子の孫にあたる。「少し個性が強かった」ために中学でいじめを受け、1年ほど前から言葉を話さなくなる。
その個性の正体とは、身体は女であるが心は男という性同一性障害のことである。いじめ自体はひどいものではなかったが、周りに理解を求めることが辛くなり言葉を話さなくなっていた。
学園祭での3-Cの出し物に参加しても最後まで喋らなかったが、準備期間中の行動から推理したボッスンに自身の障害のことを見抜かれたうえで彼に勇気づけられたことで口を開き、父に現在のままの開盟に行きたいと告げた。

## 過去編に登場した人物
ボッスン達がスケット団を結成する前のエピソードで登場した人物。
山内 沙羽（やまうち さわ）
声 - 原由実
和義（スイッチ）と正文の幼馴染の女子。和義と同い年だが、正文同様に彼のことは「兄（あん）ちゃん」と呼んでいる。作中登場時は高校1年生。11月2日生まれ。身長160cm、体重44kg、A型。好きなもの：美容院。嫌いなもの：雷。
和義とは幼稚園から中学校までずっと一緒に育ち、お互いに意識していたが、和義の正文に対する劣等感から最近は擦れ違っていた。和義とは違う高校に入学し、雪乃と仲を深めるが、雪乃からは「自分の恋人を奪った」と密かに一方的な憎悪を抱かれていた。雪乃によって自身の大切な人と勘違いされた正文を殺され、その深い悲しみと自責の念に耐え切れず引っ越すことになり、その直前に涙を流しながら和義と互いの想いを打ち明け、街を去っていった。
平井 雪乃（ひらい ゆきの）
声 - 牧口真幸
沙羽の高校の同級生で親友。9月25日生まれ。身長162cm、体重48kg、O型。
普段は大人しいが感情の起伏が激しく激憤すると手がつけられなくなる性格をしており、中2の時ナイフで同級生を刺すという傷害事件を起こしている（その時は周囲の計らいで大事にはならなかった）。三上の元彼女で、三上が沙羽に好意を寄せ、振られたために密かに沙羽を憎んでいる。沙羽の大切な人を奪い絶望を味わわせようとして彼女に近づき、彼女の想い人を探るが、和義の嘘から沙羽が正文と付き合っていると思い込み、正文を殺害した。その後、目的を果たしたからなのか、笑いながら（アニメでは呆然とした表情で）警察に逮捕された。警察やチュウさんの証言に寄れば「傷つけるつもりで殺すつもりは無かった」とのこと。原作とアニメで襲いかかった際の状況が多少異なっており、原作では沙羽への憎しみから正気を失っており、沙羽を襲うと見せかけ、彼女を庇おうとした正文の左胸を突き刺している。アニメでは沙羽に情がありながらも自暴自棄になり、沙羽を庇った正文の背中を刺している。
三上 真治（みかみ しんじ）
声 - 岡本寛志
沙羽の高校の同級生。10月7日生まれ。身長165cm、体重56kg、B型。
当初は沙羽を付けまわすストーカー犯と思われたが、単に彼女に告白しようと機会を窺っているだけであった。中学時代に雪乃と付き合っていたが、雪乃のヒステリックな本性を知り、また高校に入って沙羽に一目惚れしたことでそれを理由に別れを告げた。しかしその日から雪乃が沙羽に付きまとうようになったのを見て、彼女が自分との一件で沙羽を憎んでいると察し、そのことを沙羽に知らせようともしていた。ストーカー犯と勘違いした和義に捕らえられた際に、沙羽をつけていた理由や雪乃の危険性を彼に話した。
加納 ありさ（かのう ありさ）
声 - 戸松遥
ヒメコの中学時代の親友。ホッケー部所属。愛称は「あーちゃん」。7月25日生まれ。身長156cm、体重47kg、O型。
東京に引っ越してきて学校や部活に馴染めず孤立していたヒメコに声をかけ、最初に友人となった人物。お金持ちのお嬢様であり、優しくおとなしい性格で皆から好かれていたが、裏では学校一の不良である南場を金で従え、自分の身の安全を守っていた。自分を弱者呼ばわりする者を許さず、自分に同情して助けに来たヒメコも南場に命令して伸そうとした。過去にいじめを受けていたことがあり、その時に弱者としていたぶられたことが強いトラウマとなって性格が歪んでいた。
南場の件以降ヒメコとはそのまま疎遠になったが、南場と縁を切った後に後悔の念が沸き起こり、高2の秋に再会して謝罪するまで、何度もヒメコの元に足を運ぼうとしていた。謝罪の後、ヒメコに許され、涙を流しながら仲直りを果たす。
南場 京子（なんば きょうこ）
声 - 高垣彩陽
あおば女子中学のスケ番グループのボス。
当初ヒメコはありさが彼女から脅されているのではと思っていたが、実際は逆に金目当てでありさに服従していた。ありさの命令で手下たちとともにヒメコを襲うが、逆に手下もろともヒメコに返り討ちにされた。
三島 泰介（みしま たいすけ）
声 - 武虎（幼少期 - 中司ゆう花）
15歳の誕生日に公園で不良に袋叩きにされていたボッスンを助けに現れた青年。作中登場時は20歳。5月18日生まれ。身長179cm、体重64kg、A型。
実は幼いころ、同じ公園でボール遊びをしていて交通事故に遭いそうになったところを2度リョウスケに助けられた子供である。5歳の時にリョウスケが再び自分を助けようとして自動車に撥ねられ亡くなったことに責任を感じており、毎年名前も知らない彼の命日に事故現場を訪れている。リョウスケが死の間際に言った「困っている人に手を差しのべられるような強い人間になれ」という言葉を守り、その言葉に恥じない生き方をしている。偶然出会ったボッスンにリョウスケの死の真相を話すとともに、15年間預かっていた彼の遺品を手渡した。その後、ボッスンの家族と共にリョウスケとハルの墓参りをした。
不良
声 - 武田幸史、酒巻光宏、内匠靖明
ボッスンの過去篇で登場した3人組の不良。
地元では有名な不良で、自分に空き缶をぶつけたことを謝れと要求したボッスンをボコボコにするも泰介に制止されて立ち去った。その後空手の試合で後輩を倒した椿に仕返しをしようとするも、考えを改めたボッスンに邪魔される。なお、リーダー格の不良は榛葉と瓜二つであるが別人である。
片桐 憲一（かたぎり けんいち）
開盟学園に通う男子生徒。ボッスンたちに裏サイトの撲滅を依頼した。2-D所属でボッスンたちの先輩。10月11日生まれ。身長175cm、体重62kg、A型。
親からのプレッシャーで勉強ノイローゼになり、テストの順位を争う生徒のノートを燃やしたり、大学の先輩の頼みで嘘のイベントチケットを売りつけていた。
そのため自分の携帯にデスファイトのメールが届き、自分が晒されるのを恐れて「友達が裏サイトで被害に遭っている」と嘘を言って依頼し、それがバレた後も自分の素性を隠していた。デスファイト敗北後、上記の素性を知ったボッスンたちに叱咤激励されて改心し、これ以上悪事を広めないために改めてボッスンたちに裏サイトの撲滅を依頼した。後日デスファイトの真の管理人がスイッチと発覚したことで、奥山がデスファイトの敗者を連れて夜にスイッチを襲撃しようとしていることをボッスンに伝えた。
奥山 和樹（おくやま かずき）
開盟学園に通う男子生徒。1-B所属（現在は3-E所属）でボッスンとヒメコのクラスメイト。9月8日生まれ。身長163cm、体重52kg、A型。好きなもの：パソコンいじり。嫌いなもの：スポーツ。
根暗で執念深い性格。パソコンのスキルが長けており、一人でサイトを作り上げて運営している。
「開盟学園裏サイト」の管理人であり、コーナーの1つ「粛清」で不良たちに度を過ぎたイタズラをしていた。しかしそのことを知ったスイッチに黙秘と引き換えに裏サイトの管理を譲れと脅迫され、恐れをなしてそれに従い、デスファイトが始まってからもその手伝いをさせられていた。
ボッスンの作戦によりヒメコが参加したデスファイトでボッスンたちに捕まえられ、今までの事情を話した後に裏サイトを閉鎖したが、スイッチの正体を知ったことで怒り、復讐しようとデスファイトの敗者3人を連れてスイッチの家に向かおうとした。しかし、そのことを片桐から聞いて駆け付けて来たボッスンたちの体を張った静止によりその3人には帰られ、自身は仲間を傷つけられたことで怒りを露わにしたヒメコに殴られて一喝され、逃げるように立ち去った。
新條 正宗（しんじょう まさむね）
安形の前任の生徒会長。椿ほどではないが、規則や校則に厳しい性格をしており、部活動の申請条件を満たしていなかったスケット団を門前払いをしたこともある。なお、教育実習生の佐藤雅之とは容姿が似ているが別人である。
相楽 勇作（さがら ゆうさく）
椿の前任の生徒会副会長。
榊 律子（さかき りつこ）
ミモリンの前任の生徒会会計。

## その他の登場人物
美咲（みさき）
声 - 高森奈津美
テツの幼馴染。7月28日生まれ。身長155cm、体重42kg、A型。
幼いころから体が弱く、外で遊ぶことは許されていなかったが、家に遊びに来るテツとは楽しい時間を過ごしていた。テツと共に夜桜を見に出かけた際に誤って川に転落してしまい、危険な状態になる。その後、家族からテツと会うことを禁じられ、そのまま疎遠になり他の町へ引っ越していった。高校生になりメル友になった「光太郎」の正体がテツであることに気づいていたようであり、光太郎と会う約束の日に、テツのサイズに合った手編みのセーターを用意してきていた。手術のために渡米することになり、ようやく自分と向き合ってくれたテツに見送られ旅立っていき、手術は無事に成功した。
末益（すえます）
声 - 鍋井まき子
ますらお幼稚園の保母。「みなすぁーん」「はじまりむぁーす」と語尾を巻いて伸ばす喋り方が特徴。3月27日生まれ。身長159cm、体重54kg、A型。好きなもの：子供。嫌いなもの：一人旅。
スケット団と生徒会との演劇対決の時に進行を務めており、スケット団の劇には感動して涙を流していた。この時会心の声の演技をしていたモモカをアニメプロデューサーである兄の末益 荒志（すえます あらし）（声 - ワタナベシンイチ）に紹介したことがきっかけで、モモカは声優としてデビューすることになった。近所の公園で足を捻挫してしまい、園児たちがパニックになって困っていた時には、レミおねえさんの寸劇と体操に助けられた。
檜原 円太（ひのはら えんた）
声 - 古谷徹
『週刊少年ジャンプ』の漫画家。作者自身がモデルで、容姿は単行本1巻の著者近影の作者の顔にそっくりである。ボッスンそっくりの三白眼と癖毛に、ベレー帽姿で登場した。9月1日生まれ。身長162cm、体重55kg、B型。好きなもの：リポヴィタンP。嫌いなもの：青汁。
アニメ版オリジナルの設定では、主な著作に「円太やります！」や「檜原出処の天子」などがあるが、ボッスンやヒメコにタイトルを言っても「知らない」と返されたり、それらの作品の単行本が初版で絶版になっているなど、不人気であったかのように描写されている。
学園漫画連載の取材のために開盟学園を訪れる。初めは「蜘蛛の会事件」を解決した生徒会の活躍に興味を持っていたが、安形に紹介され、スケット団の活動内容にも興味を持ち、部室を訪れる。主人公候補であるボッスンの特技（「集中力」「パチンコ」「絵が上手い」）の地味さに散々ダメ出しをする一方で、威勢のいい啖呵を切ったヒメコやパソコンの合成音声ソフトで会話するスイッチらの方に寧ろ興味を抱いていた。帰り際にひったくりに遭い、大事なネタ帳の入ったバッグを奪われるが、3人が息の合った連携で見事にバッグを取り返してくれたことに感心し、感謝の言葉を述べて去っていった。しかし、結局生徒会をモデルにした『生徒会執行部だ！』という新連載を開始した。
アニメでは振蔵やロマンのところにも訪れており、彼らをモデルにした『拙者はサムライだ！』と『ロマンは乙女漫画家だ!!』も描いた。
友利 努（ともり つとむ）
『週刊少年ジャンプ』の編集者。名前は、『ジャンプ』のキーワード「友情」「勝利」「努力」から。4月4日生まれ。身長170cm、体重68kg、AB型。
ガチンコ・ビバゲー・バトルに参加する生徒会の取材にやって来る。記事のインパクトのために生徒会側を優勝させようと、振蔵や審査員に賄賂を渡して勝敗を操作しようとしたが、振蔵にはにべもなく断られ、安形の不興までも買っていた。
アニメでは登場しない為、賄賂のシーンも無い。
黄（ウォン）老師 / 黄 筆龍（ウォン ビーロン）
幼少の頃に中国に住んでいた山野辺先生の師で、自身が考案した「ジェネシス」「ヒュペリオン」「ファンシーユンピョウター」などの様々な胡散臭い遊び（いわゆるクソゲー）を弟子達に伝授した人物。現在は他界している。1909年生8月30日生まれ。2005年没。O型。
双子の孫（声 - 奈良徹〈兄〉、矢部雅史〈弟〉）がおり、彼らはヒュペリオンの世界大会やジェネシスの世界大会に中国代表として参戦している。ジェネシスをアジア大陸に伝えた功績で、4人の偉大な「ジェネラル」の1人として崇められている。
新田（にった）
声 - 堂坂晃三
ガチンコ・ビバゲー・バトルならびに第1回キャラクター人気投票結果発表式の実況者。9月19日生まれ。身長160cm、体重67kg、A型。
後者の折には、自分が一票も獲得できなかったことに悪態をついていた。
吉彦（よしひこ）
声 - 加藤英美里
唐松校長の孫（娘夫婦の息子）。小学1年生。5月22日生まれ。身長93cm、体重22kg、A型。
家具メーカー社長の御曹司。偏屈でひねくれているが、優しい一面を持っている。「付き合う友人は選べ」という家庭の教育方針もあってか、人に心を開こうとせず、滅多に笑うことがないが、校長から彼のお守りを任されたスケット団の面々と遊ぶ中で、全力で体を動かしたり喧嘩したりと、今まで味わったことのなかった喜びを知り、最終的に笑顔を見せた。現在スケット団の部室にあるソファは、そのお礼として彼から贈られた物である。この一件以前にも校長の依頼で、彼を喜ばせようとスケット団が紙芝居『改変桃太郎』を創作しているが、密かにこれも気に入っていたようである。また後日妹の結衣とペット犬のジョンソンがスケット団に預けられたこともある。
玄柳 照子（くろやなぎ てるこ）
声 - 小林ゆう
トーク番組「照子の部屋」の司会者。モモカはこの番組に出演した際、それまで隠していた、かつてヤンキーだったという過去を正直に打ち明け、女優デビューするきっかけとなった。その後、カリスマスーパー高校生としてマスコミに取り上げられるようになったボッスンがモモカの代役で「照子の部屋」に出演するが、このときはボッスンと会話がかみ合わず、CMに入るたびにスタッフに苦情を述べた。モデルは黒柳徹子で、開盟学園校歌に登場する照子とは無関係。
ラーメン屋のオヤジ
声 - 仲村水希 / 千葉繁
全国でも最難関の大盛りラーメン「グレートビッグジャンボラーメン」で評判のラーメン屋の店主。3月2日生まれ。身長182cm、体重95kg、AB型。
麺8玉、重量7kgの大食いチャレンジで数々の挑戦者を迎え撃ってきたが、キャプテンの「キャプ食い」を前にあっけなく完食されてしまう。その後、リベンジを果たすため洋食屋に転職し、全国のフードファイターとともに美味しいメニュー作りに没頭し、再びキャプテンに大食い対決を挑むが、敗北する。
ビニー隊長
声 -坂口候一
スイッチが小田倉からもらったエクササイズのDVD「ビニーズミュートアンプ」に出てきた人物。一応隊長というポジションだが、あまりにも滑舌が悪いため、途中から別の生徒と交代させられた。
水神 氷見子（みなかみ ひみこ）
声 - くじら
「水神式占星術」という独自の占星術で多くの支持を集めている人気占い師。短く刈り込んだベリーショートの髪型が特徴で、ボッスンからは「スポーツ刈りのおばさん」と揶揄されている。56歳。11月30日生まれ。身長161cm、体重70kg、O型。
よく当たると評判の占いと毒舌キャラが受けて世間で人気を博している一方で、しばしば占い客に高額のブレスレットや水晶玉などを売り付けることから一部からは不信感を持たれており、その実態もバーナム効果、コールド・リーディング、ホット・リーディングのなどの話術を巧みに操ったインチキ商売である。
結城が一時期水神に心酔して商品の販売に手を染めていたことから危機感を持ち、真相解明に乗り出したスケット団に自分の悪事を暴露されたことで、最後にはセミナーに来ていた顧客やファンの怒りを買い、評判を地に落とすことになった。
薮田（やぶた）
声 - 楠大典
館川高校の不良生徒を束ねるボス。相当「ブチ切れた」男であると噂されている。7月23日生まれ。身長180cm、体重71kg、B型。
サディスティックな性格。今まで自分の拳で数十人の部下を作り上げてきた。平気で舎弟を殴ったり、盾にするなど仲間を思う気持ちがない。
自らの舎弟に手を出したデージーに興味を示し、彼女を自分の女にしようと呼びつけ、キスを迫り、彼女が大切にしていたぬいぐるみを汚した。そのことで椿の怒りを買い、応援に駆けつけたスケット団と共に舎弟たちを一掃され、孤立したところを椿の左フック（ツバキエクスプロージョン）の一発で打ち倒された。
石井（いしい）
声 - 神原大地
館川高校の不良生徒であり、薮田の舎弟。そばかすが特徴。11月23日生まれ。身長176cm、体重61kg、A型。
スケット団や生徒会執行部が館川高校に関わる話によく登場している。初登場時は、開盟学園付近でカツアゲをしていたところをボッスンと椿に阻止され、その後もスケット団や生徒会執行部に何度も阻止されている。
アニメ版では名前が無く、クレジット名が「カツアゲ犯」になっている。
マネージャー
声 - 平田真菜
モモカのマネージャー。12月2日生まれ。身長162cm、体重50kg、B型。
眼鏡をかけた美女。スイッチと親しく、彼のことを「スイッちゃん」と呼んでいる。
木原（きはら）
キリの中学時代の友人。気弱だが、心優しい少年。クラスでいじめに遭っていて報復を恐れ、誰にも相談出来なかったが、それでも学校に通い続けていた。
キリが当時の担任だった轡にいじめのことを告発したものの、轡に「やられる奴が悪い」と暴言を言われ、不登校になる。その後、森郷中学を転校してしまう。
梅子（うめこ）
理事長が学生時代、結成した「お助け組」の紅一点。8月20日生まれ。身長162cm、体重49kg、B型。
スケ番のような外見であり、金属バットを所持している。理事長曰く「じゃじゃ馬」であり、理事長ともよく喧嘩していた（理事長が一方的にやられていた）。
その後、理事長と結婚し、息子と孫を儲けた。高齢だが、体力は健在。過去に警視総監を務めた経験がある。
秀一（しゅういち）
理事長が学生時代、結成した「お助け組」の一人。10月16日生まれ。身長173cm、体重51kg、AB型。
サンバイザーと牛乳瓶の底のようなメガネが特徴。カラー写真や大型の機械を発明するなど、メカに強い。
科学の道を志し、卒業してすぐアメリカへ渡った。現在でも発明を続けている。
雨無 美香（あまなし みか）
愛椎女学院高校に通う女子生徒。ロマンと同じく少女漫画を描いており、別冊マーガリンで銀のジャムバター賞（銀賞）を得た。
幼いころ、両親があまり外で遊ばせてくれず、一人で絵を描いており、漫画好きの母親の影響で漫画を読んだり、描いていた。絵は上手いが、キャラクターの服装やセリフがダサかったり、コマ割りが新感覚過ぎるなど、スケット団曰く「マガーファンクルと同じ臭い」と評された。
キツイ性格であり、スケット団から「気難しい子」と評された。当初は金のジャムバター賞を得たロマンに嫉妬していたが、ロマンの作品を見て漫画の楽しさを知った。資料のために開盟学園に来たが、本当はロマンと作品を見せ合うために来た。
あだ名で呼ばれるのを嫌っており、当初はスケット団やロマンから「甘夏みかん」と呼ばれた時は否定していたが、改心後はペンネームとして使っている。
小池 すみれ（こいけ すみれ）
ヒメコの小学校時代（大阪にいたころ）の友人。愛称は「スミちゃん」。青泉高校に通っている。ヒメコによると実家はお金持ちであり、父親は政治家で府議会議員を務めている。
小学校時代は眼鏡をかけていたが、現在はコンタクトレンズをしている。優しい性格の持ち主であり、不良嫌いだが、ヒメコが過去に不良であったことを告白されても気にせず、今でも変わらず人を助けるために行動している彼女のことを大切に思っている。鋭い一面を持ち、ヒメコがボッスンに抱く感情を察している。
高校一年のころ幼馴染だったツネと付き合っていたが、ツネが不良になったことを知り3ヵ月で別れた。別れた後ツネから金を要求され、付き合っていたことをネットでバラすと脅迫されてしまい、他の人に迷惑かけないよう家族やヒメコには黙っていた。ヒメコがツネのところに行ったことを知り、ボッスンとスイッチに話した。
事件解決後スケット団と再会の約束をして、スケット団を見送った。その後、ボッスンの携帯にボッスンとヒメコの写真を送った。
西山 恒友（にしやま つねとも）
スミちゃんの幼馴染。愛称は「ツネ」。年齢はスミちゃんより一つ年上。
高校二年のころ、スミちゃんと3ヵ月付き合っていた。高校で不良になり、卒業後はヤクザのボス・坪井の下っ端になった。不良やヤクザになってからは平気で人を脅したり、傷つけるなど残忍な性格になった。自分が堕ちたのを世の中のせいにしている。
坪井の借金返済のためにスミちゃんを脅し、金を要求した。さらに坪井と取引するためツネを止めに来たヒメコを誘拐し、ヒメコを助けに来たボッスンたちを仲間（それぞれスポーツ刈り、ヒゲ面、ニット帽が特徴の男ら3人）で痛めつけた。
一度はスケット団をテープで拘束するが、テープを解いたボッスンのスリングショットに仲間を倒された。ボッスンとの一騎討ちの時、ボッスンのポケットからゴム弾を奪い、金属バットで殺そうとするが、ボッスンが弾代わりに飛ばしたキーホルダーが顔に当たり、怯んだ隙を突かれボッスンのナックルパンチで打ち倒された。その後、スケット団の通報で坪井や仲間もろとも警察に逮捕された。
ライアン
自転車で世界を旅している旅人。夏休みの自転車旅行で困っていたボッスンを自分のテントに泊めたことで彼と親しくなる。その後は度々彼とメールで連絡を取り合っており、ボッスンの高校卒業後は彼と一緒に自転車で旅をしている。

## コラボ
坂田 銀時（さかた ぎんとき）
声 - 杉田智和
『銀魂』とのコラボの第180話「SPIRIT DANCE」にて新八、神楽と共に登場。平賀源外の発明品によって突然、スケット団の前に現れた。スイッチと声優が同じであることで原作、アニメ版共にネタにされ、同じ声優のキャラ同士で挨拶するという妙な光景になった。
志村 新八（しむら しんぱち）
声 - 阪口大助
銀時、神楽と共に平賀源外の発明品によって突然、スケット団の前に現れた。同じツッコミ役としてヒメコと波長が合う雰囲気を醸し出していたが当のヒメコからはツッコミ云々で嫌悪されてしまった。哲平と声優が同じであることでアニメ版共にネタにされ、声が同じことに驚愕していた。
神楽（かぐら）
声 - 釘宮理恵
銀時、新八と共に平賀源外の発明品によって突然、スケット団の前に現れた。銀魂同様に傍若無人に振る舞い、ツッコミが被った新八とヒメコを茶化したり、ボッスンを銀魂のノリみたいなハチャメチャな演出で殴り飛ばしたりとやりたい放題していた。